# Oh Father
«Oh Father» es una canción interpretada por la cantante estadounidense Madonna, incluida en su cuarto álbum de estudio, Like a Prayer (1989). Cuando empezó a trabajar en el álbum, Madonna se encontraba en un estado muy emocional a raíz de varios problemas profesionales y personales, por lo que el productor Patrick Leonard la convenció de crear canciones que fueran experiencias emocionales. En este sentido, Leonard compuso la pieza musical de «Oh Father» y Madonna escribió la letra, inspirada en la relación con su padre Anthony Ciccone, que se había deteriorado después de la muerte de su madre a causa de un cáncer de mama en 1963, cuando la cantante tenía apenas cinco años, así como en el abandono emocional que sintió cuando su padre volvió a casarse tres años después. La grabación tuvo lugar en un pequeño estudio ubicado en el barrio Garment District de Nueva York y, al igual que el resto de los temas del disco, se llevó a cabo con músicos en vivo. La artista, que se mostró conmovida durante las sesiones, tenía ciertas inseguridades que se manifestaron en desconciertos sobre su registro vocal; aunque hubo planes para arreglar su voz, quedó satisfecha con la grabación tal como estaba, por lo que declinó tal idea.
«Oh Father» es una balada de género pop barroco que presenta un arreglo de cuerdas sinfónico, así como el sonido del piano y violines que le añaden textura. Madonna mencionó que era un homenaje al dúo Simon and Garfunkel, una de sus primeras influencias musicales. De naturaleza autobiográfica y confesional, la letra relata el dolor de la infancia y alude a una relación problemática con un padre maltratador. Numerosos académicos, críticos y periodistas analizaron el contenido y su mensaje y concluyeron que la letra era ambigua, dado que podría hacer alusión, más que a su padre, a otras figuras de autoridad masculinas en general e incluso a su fe en Dios. Las compañías Sire y Warner Bros. Records lo publicaron como el cuarto sencillo del álbum el 24 de octubre de 1989 únicamente en América del Norte, Australia, Francia y Japón. Tiempo después, figuró en Something to Remember, un recopilatorio editado en noviembre de 1995 que contenía las baladas más importantes de la cantante. Dado que no había tenido un lanzamiento físico en el Reino Unido y en otros mercados europeos durante la promoción de Like a Prayer, Warner y Maverick Records decidieron publicar «Oh Father» como el segundo sencillo del recopilatorio a finales de ese año.
En términos generales, obtuvo respuestas favorables de la crítica, que elogió la producción y la interpretación vocal de Madonna, así como la composición y la naturaleza autobiográfica. Sumado a ello, fue elegida como una de las canciones más destacadas de Like a Prayer y, en reseñas retrospectivas, varios medios de comunicación la calificaron como uno de sus trabajos más personales e infravalorados y uno de los mejores de su discografía. Desde el punto de vista comercial, fue uno de los sencillos menos exitosos del álbum: aunque ocupó la sexta posición tanto en las listas de Finlandia como en Italia, alcanzó el vigésimo lugar en el conteo estadounidense Billboard Hot 100, por lo que se convirtió en el primero de su carrera que no logró ubicarse entre los diez primeros desde «Holiday» (1983) y puso fin a una racha de diecisiete sencillos consecutivos entre las diez primeras posiciones. En el resto de los mercados, también tuvo una recepción tibia.
Rodado en blanco y negro, el videoclip fue dirigido por David Fincher y presenta referencias al cine clásico de Hollywood, especialmente a Citizen Kane (1941), del actor y cineasta Orson Welles. La trama dramatiza gráficamente el tema principal de la canción sobre la pérdida de la madre de Madonna y explora la tensa relación con su padre. La crítica resaltó la dirección de Fincher y varias publicaciones como Rolling Stone y Slant Magazine lo calificaron como uno de los mejores vídeos de la artista y de la historia. En la 33.ª edición de los premios Grammy, obtuvo una nominación en la categoría de mejor vídeo musical de formato corto. Académicos y profesores analizaron la temática religiosa y autobiográfica de los visuales, con énfasis en las escenas en las que el personaje principal sufre abusos y maltratos. «Oh Father» formó parte del repertorio del Blond Ambition World Tour (1990), la tercera gira de Madonna, como parte de un popurrí con «Live to Tell» (1986). Interpretada durante el segundo segmento del espectáculo, la escenografía simulaba una iglesia e incluía una ventana estilo catedral con vitrales que se elevaba desde el centro. La cantante se acompañaba de un bailarín que personificaba a un sacerdote, con quien ejecutaba una coreografía hacia el final. Tras su lanzamiento, múltiples artistas realizaron una versión de la canción, entre los que destacan la banda My Vitriol, el dúo Giant Drag y los solistas Sia, Perfume Genius y Sibille Attar.

## Antecedentes
| Me dejó un cierto tipo de soledad y un increíble anhelo de algo. Si no hubiera tenido ese vacío, no habría sido tan decidida. Su muerte tuvo mucho que ver con que yo dijera —después de superar mi angustia— que voy a ser muy fuerte si no puedo tener a mi madre. Voy a cuidar de mí misma. [...] No tener madre, aunque sufrí mucho por ello, también me liberó en muchos sentidos, en términos de pensar cuáles serían mis posibilidades en el mundo. Una vez que te hieren de verdad cuando eres joven, nada puede volver a herirte. —Madonna sobre el efecto que tuvo la muerte de su madre en su vida. |

En diciembre de 1963, cuando Madonna tenía cinco años, su madre, Madonna Louise Fortin, murió de cáncer de mama a la edad de treinta. Había pasado su último año de vida en el hospital Mercy de Bay City (Míchigan) sometiéndose a quimioterapia, y la cantante y sus hermanos la visitaban regularmente. La familia responsabilizó de su prematura muerte a un trabajo a tiempo parcial donde estuvo expuesta a una técnica de rayos X, en una época anterior a que los delantales de plomo fueran considerados equipamiento obligatorio. Muchos meses antes de que falleciera, Madonna había empezado a notar cambios en su comportamiento y personalidad, aunque no entendía las razones; su madre se cansaba con facilidad y no era capaz de seguir con las tareas domésticas que acostumbraba a realizar ni tampoco de explicarles a sus hijos la realidad de su estado de salud. El funeral se realizó en la iglesia católica Nuestra Señora de la Visitación en Bay City, mismo lugar donde se había casado con su esposo, Anthony Ciccone, ocho años antes. La cantante remarcó la última vez que vio a su madre en el funeral: «Lucía muy hermosa y recostada como si estuviese durmiendo en un ataúd abierto. Entonces me di cuenta de que su boca se veía rara. Me tomó algo de tiempo darme cuenta de que había sido cosida. En ese momento horrible empecé a comprender lo que había perdido para siempre. La última imagen de mi madre, a la vez tranquila y grotesca, me persigue hasta el día de hoy». Este acontecimiento marcó el «momento decisivo» de su infancia y el que más influiría en su formación como mujer: «Seguía esperando a que volviera. Nunca nos sentamos [ella y su padre] a hablar de ello. Supongo que deberíamos haberlo hecho». En una entrevista con la revista Interview en mayo de 1989, comentó que su madre había soportado su enfermedad para no asustar a sus hijos:

Creo que tenía mucha fuerza. No me di cuenta de ello cuando era más joven, pero al mirar hacia atrás... estuvo enferma por mucho tiempo y nunca se permitió ningún tipo de autocompasión, ¿sabes? Y realmente la torturábamos cuando estaba enferma, porque queríamos que jugara con nosotros [y] que hiciera cosas cuando estaba cansada; la molestábamos todo el tiempo porque simplemente no lo entendíamos. Pero creo que nunca se permitió sumergirse en la tragedia de su situación. En ese sentido, creo que me dio una lección increíble.

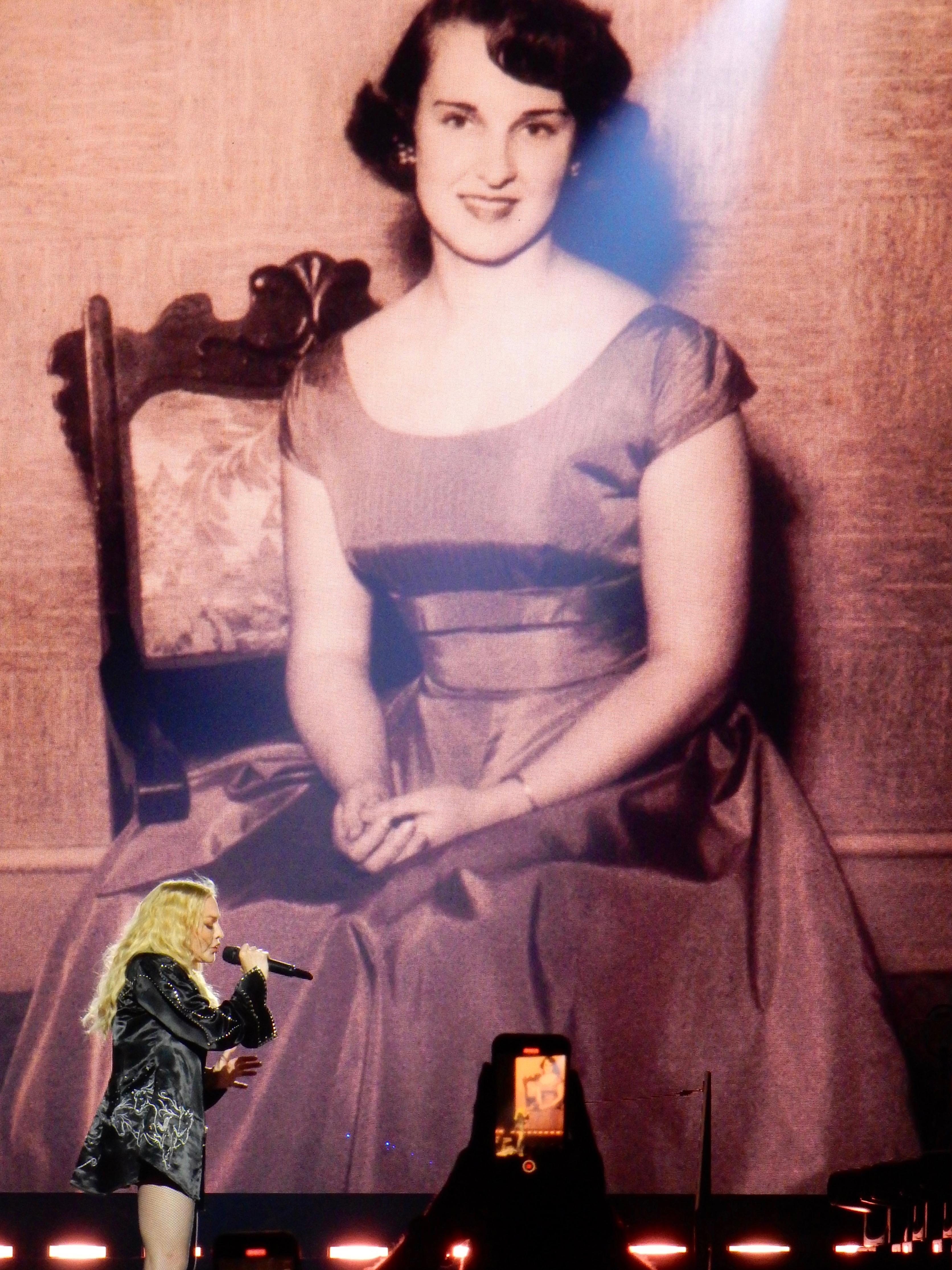
La muerte de la madre de Madonna había dejado cicatrices emocionales muy profundas en ella y marcó el «momento decisivo» de su infancia. En la imagen, la cantante durante un concierto en 2023 mientras de fondo se aprecia una fotografía de su madre

Tras su fallecimiento, la señora Ciccone fue «silenciada simbólicamente». En sus propias palabras, la artista se sintió «estafada» y nunca pudo olvidar su temprana pérdida; se describió como una «chica muy solitaria que buscaba algo, buscaba una figura materna». En ocasiones, su infancia había sido problemática, «sin mucha alegría», y usaba su imaginación para escapar. Los niños vivieron con varios parientes, lo que le permitía al señor Ciccone seguir trabajando, pero volvieron a la casa familiar cuando contrató a la primera de varias empleadas domésticas. La pérdida de su madre había dejado cicatrices emocionales «tan profundas» que también temía perder a su padre: sufría constantemente pesadillas recurrentes y solo se mantenía segura y podía conciliar el sueño nuevamente si su padre se mantenía cerca de ella o si dormía junto a él a mitad de la noche. La artista recordó que se «aferró» a su padre: «Era como, de acuerdo, ahora eres mío y no vas a ir a ninguna parte. Como todas las jovencitas, yo estaba enamorada de mi padre y no quería perderlo». La autora y periodista Lucy O'Brien observó que se trataba de un caso de «abandono emocional», puesto que, si bien las necesidades básicas de los niños estaban cubiertas, no había «lujos» y su padre estaba «sumido» en su dolor. Con el tiempo, la cantante, la tercera hija y la mayor de las hermanas, no solo aprendió a cuidar de sí misma, sino que también debió asumir gran parte de la responsabilidad de cuidar a los más pequeños y ejercer el papel maternal en la casa, que, si bien no le molestaba, en ocasiones le resultaba agotador y restrictivo. Sumado a ello, ella y sus hermanos siempre se rebelaban contra cualquiera que llegara a la casa a sustituir a su madre.
En 1966, tres años después del fallecimiento de Fortin, Ciccone inició una relación sentimental con Joan Gustafson, una de las amas de llaves que trabajaba en el hogar, y al poco tiempo contrajeron matrimonio. Madonna se mostró indignada con la idea de una madre «sustituta» en la casa y traicionada por la decisión de su padre de volver a casarse, de manera que empezó a sentir resentimiento, dado que creía que también lo había «perdido»; más aún, cuando tuvo dos hijos más con su nueva esposa, los mayores a menudo quedaban «abandonados a su suerte», por lo que expresó sentimientos de ira hacia él que durarían varios años. Aunque nunca mencionó abusos físicos en su familia, remarcó que su padre era muy disciplinario y su relación estuvo marcada por momentos «altibajos», pues mientras que el señor Ciccone no podía comprender su rebeldía, ella no soportaba su carácter «rígido» y «taciturno». De hecho, cuando se trasladó a Nueva York para iniciar su carrera artística, pasó cinco años sin comunicarse con él; aun así, bajo esa misma rabia, seguía anhelando su aprobación y aceptación. Sobre su madrastra, le había resultado difícil aceptarla como una figura materna y la «nueva mujer número uno en la vida de mi padre». Su personalidad no congeniaba con la de Gustafson, a quien describió como una mujer «realmente entusiasta, muy estricta, una auténtica disciplinaria», razón por la cual empezó a mostrar una actitud más rebelde ante ella y se negaba a llamarla «madre» como le había solicitado su padre. En la misma entrevista con Interview, profundizó: «Perdí a mi madre, pero entonces yo era la madre, mi padre era mío. Luego me lo arrebataron cuando se casó con mi madrastra. Fue entonces que dije: "Bien, no necesito a nadie. Nadie va a volver a romperme el corazón. Puedo valerme por mí misma, ser mi propia persona y no pertenecer a nadie».

## Desarrollo e inspiración
Cuando Madonna empezó a trabajar en su cuarto álbum de estudio, Like a Prayer, se encontraba en un estado muy emocional a raíz de varios problemas profesionales y personales, como las reseñas desfavorables de sus últimas películas Shanghai Surprise (1986) y Who's That Girl (1987), su divorcio con el actor Sean Penn y el hecho de haber cumplido treinta años, la edad que tenía su madre cuando falleció. Sumado a ello, su actuación en la producción de Boradway Speed-the-Plow también había obtenido comentarios negativos, lo que le generó más frustración y depresión, y la educación católica que había recibido de joven influyó en su estado de ánimo y en las canciones del disco. Llegó a la conclusión de que era momento de alejarse del mercado adolescente y atraer un público más adulto para lograr longevidad dentro de la industria discográfica. Sabía que su nuevo álbum debía ser diferente, por lo que, con ese fin, comenzó a desarrollar temas que hasta entonces habían sido meditaciones personales que nunca había compartido con el público de manera tan abierta y directa, como la relación problemática con Penn, la muerte de su madre, el vínculo con su padre y su fe en Dios. Al respecto, declaró que en el pasado había escrito canciones «que revelaban [mi yo interior], pero sentí que eran demasiado honestas o muy aterradoras y decidí no grabarlas. Ahora parecía el momento adecuado, porque esto era lo que salía de mí». De este modo, leyó detenidamente sus diarios y apuntes personales y comenzó a considerar opciones; recordó: «¿Qué era lo que quería decir? Quería que el álbum hablara de cosas que tenía en mente. Fue un momento complejo en mi vida».
Trabajó con los productores Patrick Leonard y Stephen Bray, sus principales colaboradores creativos que habían coproducido su anterior álbum de estudio, True Blue (1986). Mientras Madonna consideraba sus alternativas, los productores individualmente creaban pistas instrumentales e ideas musicales para presentárselas. La relación entre Madonna y Leonard había sido estrecha y productiva, y este último la convenció de crear canciones que fueran experiencias «intensamente emocionales». Así, Leonard componía la música durante las mañanas, en tanto que Madonna buscaba inspiración emocional de sus experiencias recientes y trabajaba en las letras por las tardes. «Oh Father» se desarrolló de esa manera; el productor compuso la pieza musical en un piano y, tras presentársela a la cantante, escuchaba la música «una y otra vez» hasta que la melodía le sugería diversas palabras y así empezaba a anotarlas. Escribió la letra en Nueva York, donde cada noche realizaba las funciones de Speed-the-Plow, y remarcó que apenas hubo modificaciones en la música. Resultó una de las primeras canciones creadas para el disco, aunque Leonard recalcó que fue la única que no surgió durante su «maratón» de dos semanas, en la que habían compuesto un total de seis temas que figuraron en el material. Madonna declaró que, durante la composición, no tenía en cuenta la estructura ni el estribillo o el puente, sino que escribía la letra como una especie de asociación libre tras escuchar varias veces la progresión armónica o el compás que componía Leonard, y luego «encajaba» los versos con la música. Sumado a ello, sintió que pudo conectar con el productor y forjar una relación que funcionó gracias a la «química» entre ambos.
Madonna se inspiró en la «negligencia emocional» que enfrentó de parte de su padre después de la muerte de su madre, pero también en la comprensión de ese mismo dolor. Además, declaró que, en cierto modo, representaba la segunda parte de «Live to Tell» (1986) y formaban un «paquete combinado», dado que en ambas «lidiaba» no solo con su padre, sino con todas las figuras de autoridad masculinas —su marido e incluso Dios—, lo cual había sido «una gran fuente de inspiración» para sus composiciones. En ese marco, «Oh Father» refleja el vínculo «problemático» y «tenso» entre ambos a raíz de la pérdida que habían compartido. Si bien concordó que la canción habría sido «hiriente» para él, aseguró que no aceptaba muchas de las cosas que ella hacía, de ahí su difícil relación, razón por la cual decidió expresar sus «duros, pero cambiantes» sentimientos. Al respecto, admitió que tenía una «fuerte personalidad» y no compartía «muchas de las maneras que usó para educarme, pero reconozco que era un hombre de carácter e íntegro. Si nos prohibía que hiciéramos algo, él se sometía a las mismas reglas». Por su parte, Ciccone respondió que «puede que no haya sido el mejor padre del mundo, pero la vida no fue fácil para ninguno de nosotros». Con el paso de los años, la relación mejoró y ambos pudieron reconciliarse. En una entrevista con Rolling Stone, ahondó:

Durante años, le guardé rencor, pero hemos vuelto a encontrarnos en la vida del otro. Nos llevamos muy bien ahora mismo. Quiero decir, ha habido altibajos. Sabes, no es un hombre increíblemente verbal, y esa ha sido mi frustración. No se expresa realmente. Y más que nada, quiero su aprobación, aunque no quiera admitirlo. Pero siempre ha sido muy afectuoso conmigo. Tengo un millón de sentimientos diferentes hacia mi padre, pero sobre todo lo quiero con locura. Lo difícil para él es la idea de que no lo necesito, pero sí lo necesito. [...] Puedo confiar en mi padre. No es que no pudiera antes, pero no quería. Siempre que lo necesito, está ahí para mí.

## Grabación
Leonard se reunió con Madonna y ambos produjeron la canción en un pequeño estudio ubicado en el barrio Garment District de Nueva York; en palabras de la cantante, el lugar era «realmente lúgubre y horrible, estrecho y grotescamente sucio, y eso fue lo que salió de mí». Al igual que el resto de los temas de Like a Prayer, la grabación de «Oh Father» se llevó a cabo con músicos en vivo, entre los que participaron el baterista Jonathan Moffett y el arreglista de viento metal Chuck Findley. Leonard comentó que tanto él como Jai Winding tocaron los teclados y también hubo «dos o tres guitarristas, un percusionista y un baterista, todo al mismo tiempo»; en total, hubo nueve personas en la sala: «[Ella] me dijo, "¿por qué toda esta gente, tiene importancia? ¿Tenemos que hacer esto?" Y le dije: "No va a ser doloroso, será divertido"». Antes de comenzar con el proceso de grabación, hubo un ensayo con todos los seis músicos y Madonna cantó el tema por primera vez en la sala de control. El productor declaró que el botón de «grabar» solo se pulsó tres veces; primero se grabó una toma con toda la banda en vivo y la cantante, quien luego tomó nota de lo que cada uno de los músicos había hecho y luego les transmitía lo que quería de manera «clara y concisa». El bajista Guy Pratt, que también colaboró en las sesiones, expresó que sus exigencias «eran factibles y se entregaban en un lenguaje sencillo, por lo que nosotros, los músicos, generalmente entendíamos y entregábamos lo que pedía». Luego se registró la orquesta y, una vez que el equipo revisó sus instrucciones, se hizo una grabación final con las voces y las cuerdas; el guitarrista Bruce Gaitsch escuchó a Madonna decirle a Leonard que no se harían más tomas, por lo que quedó «impresionado» ante su decisión. Por sugerencia de la cantante y del ingeniero Bill Bottrell, la voz principal se duplicó en los estribillos durante el proceso de mezcla, idea que Leonard no estuvo de acuerdo en un principio, pero finalmente aceptó tras una discusión con Madonna. En una entrevista con Billboard, el productor profundizó sobre grabar la canción con músicos en vivo:

Es real. Es algo que realmente quería hacer y ella tuvo la amabilidad de decir «vamos a intentarlo», y no fue fácil. [...] Hoy en día, la gente dice «vaya, parece una locura». En aquella época no era raro que todos tocaran juntos aunque no fueras una banda. Pero era una de esas cosas en las que los arreglos eran tan complicados que había que trabajar mucho para que saliera bien. Incluso todas esas extrañas sobregrabaciones de sintetizadores y demás, todo se hacía en directo. Trabajamos todas las partes, teníamos todos los sonidos. [...] Cuando digo que el botón de «grabar» se presionó tres veces, puede que haya sido diez veces ese día, pero al final solo una quedó. Si entiendes lo que quiero decir. [...] Duplicamos la voz principal en los estribillos y eso fue todo.

| Recuerdo la primera toma de mi primera sesión con toda la banda. Tocamos la canción «Oh Father» una vez mientras Madonna cantaba. En cuanto terminamos, ella dijo: «Bien, Jon [el baterista Jonathan Moffett], reduce el platillo en el puente y agrega más fill hacia el final. Guy, quiero semibreves al final, y Chester [Kamen], trae tu guitarra en la segunda estrofa». Me quedé asombrado. —El bajista Guy Pratt sobre la grabación de «Oh Father». |

Dado que aún formaba parte de Speed-the-Plow cuando se grabó «Oh Father», Madonna se encontraba en un estado mental «muy, muy oscuro» debido a la frustración que le generó el papel y la respuesta negativa que obtuvo, por lo que intentó «exorcizar los demonios» que le trajo el personaje y «dejarse llevar». Bill Meyers, quien hizo los arreglos de cuerda en la mayoría de los temas de Like a Prayer, incluido este, recordó que parecía «muy conmovida» mientras cantaba, ya que la trama principal sugería incesto y asuntos controvertidos como la violencia doméstica, pero recalcó que no estaba seguro de si se trataba de una canción autobiográfica, dado que «la imaginación es algo muy poderoso en los artistas [y] ella podía ponerse en la piel de otra persona». Debido a su «difícil» infancia, aún tenía ciertas inseguridades que se manifestaron en desconciertos sobre su registro vocal. Meyers mencionó que si pasaba de una nota a otra o cantaba fuera de tono en un determinado momento, seguía haciéndolo de manera reiterada. Explicó: «Algunas personas necesitan precalentar la voz y luego agarran el ritmo. Otros se agotan después de un tiempo, y algunos lo hacen de manera diferente cada vez. En el caso de Madonna, lo que cantaba era lo que se iba a hacer. No variaba mucho. Después de grabar "Oh Father", le dije: "Creo que es la mejor interpretación vocal que has hecho". Me agradeció, pero luego pareció confundida. Es muy lista. Había captado lo que quería decir. Me di cuenta de que debía tener cuidado, porque ella era muy sensible a sus limitaciones».
Aunque hubo planes de regresar al estudio y arreglar la voz, Madonna volvió a escuchar las cintas y sintió que habían quedado bien tal como se habían registrado, por lo que declinó la idea. Finalizado el proceso de grabación, Bottrell realizó la mezcla en los Smoke Tree Studios, ubicados en Chatsworth (Los Ángeles), y Bob Ludwig fue el responsable de la masterización en los estudios Masterdisk de Nueva York. Pratt la consideró una obra «asombrosa», y Leonard la llamó una «hermosa pieza musical que, en gran medida, se asemeja al arte»; para el productor, había sido «la mejor canción» que habían compuesto y grabado, «con diferencia». Agradecido de que se incluyera en Like a Prayer, supo que había algo en ella que, en cierto modo, era lo «más real» del disco, por lo que no se sorprendió cuando fue publicada como sencillo: «Sabía que "Oh Father" no iba a ser el primer, segundo o tercer sencillo, no cuando tienes "Express Yourself", "Cherish" y "Like a Prayer". [Pero] las canciones que sentía que eran de alguna manera un logro, que cumplían algo que yo intentaba cumplir, y realmente lo lograron, han demostrado resistir el paso del tiempo». Muchos años después, concretamente en junio de 2018, Leonard anunció la realización de Bring the Circus Home, un recopilatorio con versiones nuevas de varias de las pistas que había trabajado con la cantante, entre ellas «Oh Father»; según el productor, la idea era cambiar la secuencia musical de la original por una con un estilo más electrónico. Sin embargo, los planes del álbum no se materializaron debido a falta de financiamiento.

## Composición

### Música

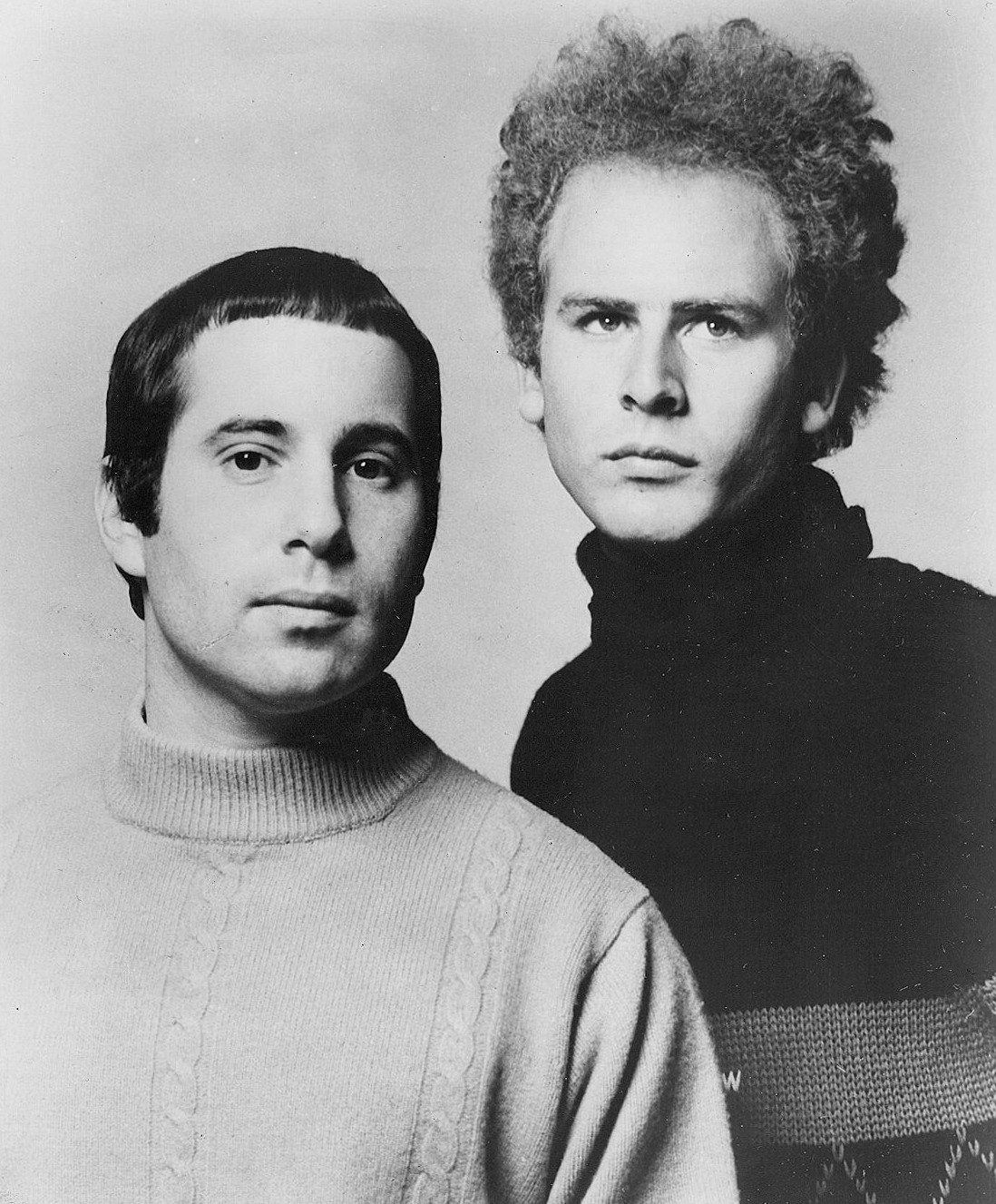
«Oh Father» es un homenaje a la obra del dúo estadounidense Simon and Garfunkel, una de las primeras influencias musicales de Madonna

«Oh Father» es una balada «vulnerable» y «melodramática» de género pop barroco. Presenta un arreglo de cuerdas sinfónico y se caracteriza por sus constantes cambios de tempo e interludios «pseudoclásicos», así como por ganchos modulados y armonías sobregrabadas. Además, el sonido del piano y los violines añaden textura a la pista. Madonna mencionó que era un homenaje a Simon and Garfunkel, una de sus primeras influencias musicales y a quien le gustaba escuchar de joven. Sobre esto, Eduardo Viñuela —uno de los redactores de Bitch She's Madonna: La reina del pop en la cultura contemporánea (2018)— sostuvo que, por momentos, tenía «aromas» a la música del dúo estadounidense, especialmente de los temas «Bridge over Troubled Water» (1970) y «For Emily, Whenever I May Find Her» (1972), mientras que Tim Nicholson de Record Mirror comentó que, musicalmente, sonaba «como si Kate Bush interpretara una canción de Simon and Garfunkel».
Por otro lado, el biógrafo Frank Lloyd, en Deconstructing Madonna (1993), la contempló más como una balada de estilo country, en un compás de swing de 12/8, con la presencia de la guitarra steel. Andrew Unterberger de Billboard la definió como un vals orquestal con un ambiente «melodramático», y, de acuerdo con Gary Graff de The Vindicator, se construye sobre estructuras melódicas e instrumentos típicos del rock clásico. En este aspecto, J. D. Considine de Rolling Stone observó que evocaba los «oscuros y melancólicos» ritmos de la obra de The Beatles. Tras el «alegre» final de «Dear Jessie», la canción antecesora en Like a Prayer, «Oh Father» da comienzo con una introducción de violines y piano y Madonna utiliza un contraste de timbre, es decir, su registro más agudo y suave, «algo conciliador», se alterna con tonos más graves «de reproche». Las texturas, es decir, los pianos y las cuerdas, le dan a su voz espacio «para moverse» y «balancearse» con un registro «infantil». Además, su voz «anhelante» retoma sonidos, énfasis y armonías que se escuchan en otras canciones del álbum. Hay una pausa instrumental «muy elegante» antes del puente vocal y luego se aprecia una guitarra slide con eco.

### Letra
| Escribí la canción «Oh Father» porque mi matrimonio fracasaba tanto como la relación con mi padre. Muchas veces mis historias se mezclan de esa manera, pero esa es la belleza del lenguaje: las cosas pueden tener muchos significados. Por supuesto, todas las historias sobre las que escribo no siempre son mías. —Madonna sobre el mensaje de «Oh Father». |

Considerada autobiográfica y confesional, la letra de «Oh Father» relata el dolor de la infancia y alude a una relación «triste y enfermiza» con un padre maltratador. En este marco, cuenta la historia de una mujer que recuerda la muerte de su madre a una edad temprana y a su padre angustiado, quien descarga «brutalmente» su rabia al maltratar a su hija pequeña; al enfatizar cada palabra, canta sobre su desconcierto ante la desaprobación y la ira de su progenitor. Sobre el contenido, la intérprete expresó que «hay una parte de mí que cada vez me inhibe menos expresar, y esa es una parte que tiene que ver con el verdadero dolor y la tristeza que siento». Lucy O'Brien comentó que la canción era un «potente ejemplo» de aquellas imágenes que podía crear para expresar ese «sombrío paisaje interior». En diálogo con la actriz Carrie Fisher, confesó haber estado deprimida en varias oportunidades y que «Oh Father» era un ejemplo de las canciones «tristes» que había creado con Leonard. Su hermano, Christopher Ciccone, compartió su opinión y mencionó que bastaba con escuchar algunas de las letras que había escrito a lo largo de su carrera, entre ellas «Oh Father», para darse cuenta de que «su alma siempre estará impregnada de una secreta tristeza, no importa lo lejos que llegue, lo famosa que se haga, lo rica y querida que sea».
En la primera estrofa, la narradora lamenta que su padre no se diera cuenta ni comprendiera sus «lágrimas y sufrimientos» de niña y se queja de que la trata con frialdad, a tal punto que afirma que nunca la quiso, por lo que debe separarse de él; de esta manera, recita It's funny that way / You can get used to the tears and the pain / What a child will believe / You never loved me. Durante el estribillo, mientras la música aumenta su intensidad, atribuye su «baja autoestima» a los maltratos que sufrió como consecuencia de una educación estricta, así como revela una postura «ligeramente desafiante» cuando canta You can't hurt me now / I got away from you, I never thought I would / You can't make me cry, you once had the power / I never felt so good about myself («Ya no puedes lastimarme; me alejé de ti, nunca creí que lo haría. Ya no puedes hacerme llorar; una vez tuviste el poder, nunca me sentí tan bien conmigo misma»).
En la segunda estrofa, adopta una actitud hacia su padre similar a la poetisa Sylvia Plath y recita los versos Seems like yesterday / I lay down next to your boots and I prayed / For your anger to end / Oh Father I have sinned («Parece que fue ayer cuando me acosté junto a tus botas y recé para que tu ira acabara; oh, padre, he pecado»); de esa manera, combina la religión y la «experiencia de vida» que tiene el título del tema. La protagonista lucha por encontrar su libertad y contra el sentimiento de culpa que se ha instalado en ella, a pesar de su comportamiento «hiriente» y a veces cruel. Aunque aún le guarda resentimiento, expresa empatía y comprensión y reconoce que él no quería hacerle daño ni pretendía ser duro, sino que alguien más también le había hecho daño de niño, tal como reflexiona hacia el final, en el que se percibe un «atisbo de perdón» en su corazón: Oh Father, you never wanted to live that way / You never wanted to hurt me / Maybe someday, when I look back I'll be able to say / You didn't mean to be cruel, somebody hurt you too. La protagonista se une en la sombra con su yo infantil, se aleja del maltratador y canta una vez más el estribillo, en el que sugiere que «nunca se sintió tan bien consigo misma». Ahora que ha crecido, adopta una visión benévola hacia su padre «imperfecto» y ya no lo necesita, pero no puede vivir sin él. De este modo, logra superar su difícil relación e imagina un futuro en el que será capaz de aceptarlo, al igual que a sí misma.

#### Análisis
La letra ha sido objeto de diversos análisis y comentarios por parte de académicos y periodistas musicales. En un principio, algunas opiniones se enfocaron en la dinámica de la relación abusiva entre la autoridad paterna y su hija; en este contexto, el doctor Keith E. Clifton, uno de los editores de Madonna's Drowned Worlds (2004), la describió como «otra poderosa declaración acerca del vínculo padre/hija», mientras que Mark Lindores de Classic Pop la caracterizó como un «lamento desgarrador» sobre el trato con su progenitor. Un redactor de la revista argentina Pelo observó que se trataba de una «suerte de descarga de resentimientos y amargura fundamental» hacia un padre que «no alcanza a satisfacer la necesidad de amor de su hija, especialmente a partir de su decisión de volver a casarse». En un artículo para Yahoo!, Peter Piatkowski mencionó que se trataba de una «búsqueda interior» en la que la protagonista «exorciza» los demonios de un pasado abusivo. Ron Fell de Gavin Report comentó que el tema principal se centraba en una «fugitiva del abuso de una figura paternal», quien «lame sus heridas a medida que crece y sale de una situación dominante». Siguiendo el hilo, Chris Ho de The Straits Times explicó que la canción era una «mirada triste, pero honesta, a una relación distante entre padre e hija», pero que al final «subraya el deseo de reconciliación». De igual modo, Matthew Rettenmund, autor de la Encyclopedia Madonnica (1995), mencionó que se refería a un «padre emocionalmente abusivo y la hija que llega a comprender —aunque nunca a perdonar del todo— su comportamiento». De acuerdo con la biógrafa Barbara Victor, en el libro Goddess (2001), era un intento de reconciliarse con su dolor y sufrimiento causado por el «abuso» de su padre cuando volvió a casarse y «sustituyó a Madonna como la mujer/esposa/cuidadora en su vida tras la muerte de su esposa». El biógrafo Douglas Thompson declaró que significaba la «liberación» de un padre estricto, en tanto que el equipo de redacción de The Rolling Stone Album Guide indicó que el tema principal era el «abandono familiar con la ligera brisa del autodescubrimiento». Según Sebas E. Alonso de Jenesaispop, mientras que «Dear Jessie» representaba el «mundo infantil», «Oh Father» simbolizaba «la irrupción de la vida adulta con la decepción que conllevan la culpa, el maltrato o la pérdida de la inocencia».

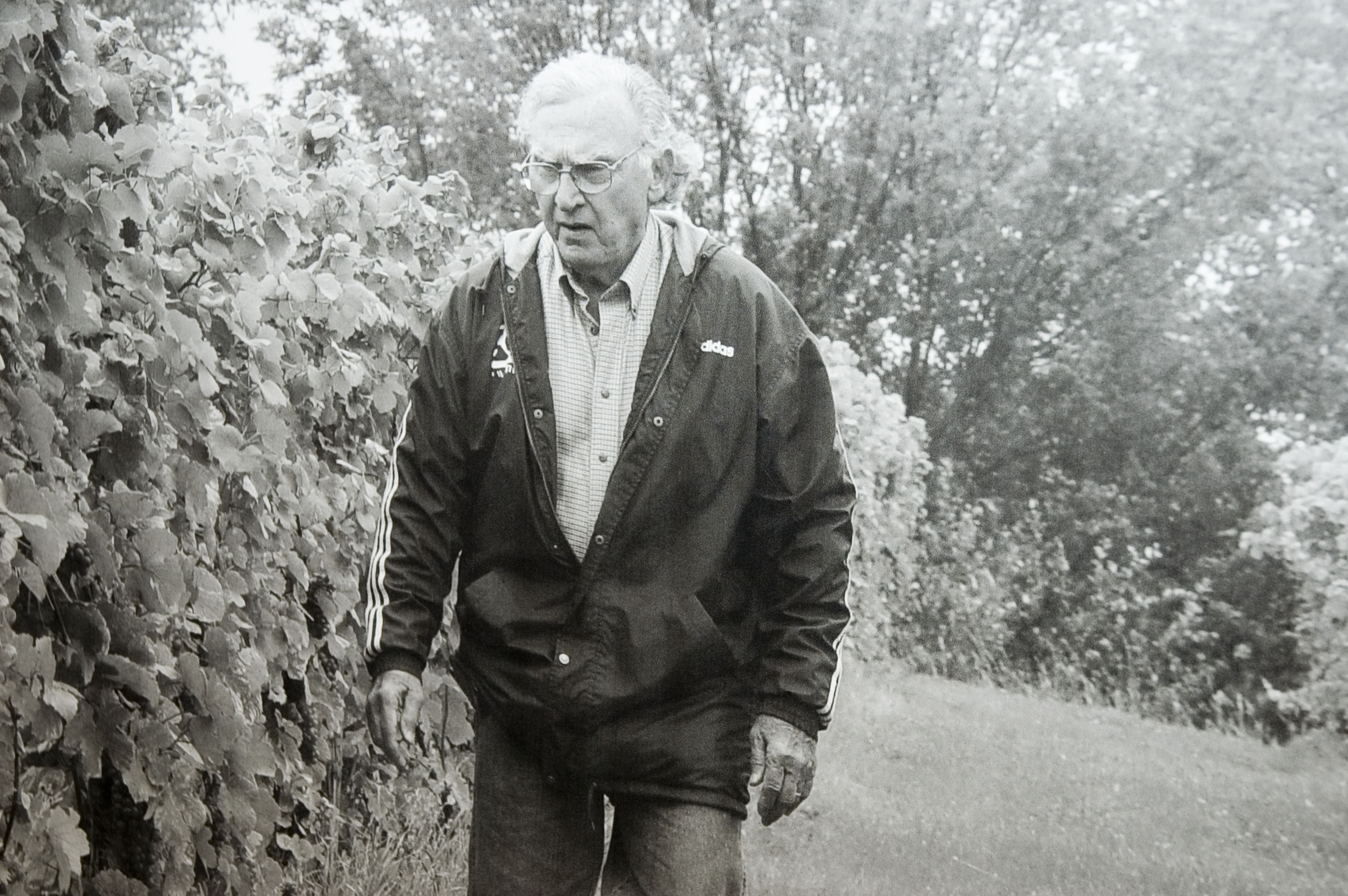
La letra ha sido vista tanto como una carta de amor hacia el padre de Madonna (fotografiado en 2009) como una acusación contra él

Algunos críticos la consideraron una carta de amor a Ciccone y otros la vieron como una «acusación». Por ejemplo, Daryl Easlea, uno de los autores de Madonna: Blond Ambition (2012), señaló que la letra podría hacer que algunos oyentes sintieran pena por su padre, «y al final de la canción parece que ella también». Por el contrario, el escritor italiano Francesco Falconi observó que podía verse una «rabia velada, la denuncia de una infancia difícil, la extenuante búsqueda de afecto por parte de un padre ausente, demasiado ocupado en el trabajo para alimentar a la familia numerosa». En este aspecto, afirmó que se trataba de una «verdadera acusación» contra él, «por ser un padre severo y por haberla privado del afecto que necesitaba, [...] dejando que se alejase y se encerrara en sí misma». Por otro lado, Soh Chin Ong de The Straits Times opinó que trataba más de la «duda y la reafirmación religiosas», en tanto que Mary Von Aue de Stereogum explicó que profundizaba en sus «luchas durante la adolescencia, incluyendo a menudo los efectos de crecer bajo un estricto catolicismo». Tony Norman del Pittsburgh Post-Gazette apuntó que podría percibirse como una representación de la «moralidad», dado que Madonna «habla mucho de la lealtad de la familia, la necesidad de perdonar y de eliminar la madera emocional de tu vida». Para Graham Cray de Third Way, la canción —así como gran parte de su carrera— podía verse como la «negación de la culpa, o un intento de exorcismo de la culpa, que nunca se consigue del todo».
En otro análisis, Wren Graves de Consequence observó que «Oh Father» formaba un «miniarco» junto con las otras canciones «Till Death Do Us Part», sobre su matrimonio con Sean Penn, y «Promise to Try», sobre la muerte de su madre, lo que daba como resultado que Like a Prayer fuera el álbum «más personal» de Madonna, opinión compartida por Tim Nicholson de Record Mirror, Joey Guerra de Houston Chronicle y los autores Brock Helander y J. Randy Taraborrelli, quienes concordaron que todas ellas abordaban temas «sensibles» y personales de la cantante. Jim Cullen, en su libro Restless in the Promised Land: Catholics and the American Dream (2001), expresó que los títulos de dichos temas, incluido «Oh Father», indicaban «hasta qué punto la práctica y el ritual religiosos» impregnaban el álbum. Tanto el compositor y autor Paul Zollo como el periodista Kenneth Partridge de Billboard sostuvieron que era una «especie de compañera» de «Promise to Try», observación que Madonna concordó, mientras que J. D. Considine de Rolling Stone opinó que reflejaba muchos de los «horrores» que se insinuaban en «Till Death Do Us Part», aunque aseguró que, por sí mismo, seguía teniendo «una inquietante cantidad de dolor», especialmente en los versos del estribillo. Lucy O'Brien manifestó que era parte de la «Santísima Trinidad» del álbum junto con «Like a Prayer» y «Promise to Try», dado que constituían una «profunda evocación» del efecto que la religión había tenido en su vida. De manera similar, Falconi añadió que las tres componían el «tríptico espiritual» del disco; en cambio, para Greg Kot del Chicago Tribune, eran «Oh Father», «Like a Prayer» y «Till Death Do Us Part» las tres que reflejaban sus traumas personales. Por último, Robin Monica Alexander de Popdose y Carlos Iogna Prat de Todo Noticias especificaron que ahondaba en la «complicada» historia de la cantante y describía su lado «más íntimo» en conjunto con «Promise to Try» y «Keep It Together», esta última sobre la unión familiar.
Otra observación provino del estudioso Mark D. Hulsether, quien sostuvo que, en el ámbito del género, la canción afirmaba la «autonomía femenina». Desde otro punto de vista, Daniel Welsh de The Huffington Post UK opinó que abordaba la «difícil» vida de la cantante mientras crecía en los suburbios de Detroit (Míchigan). Tom Hawking de Flavorwire señaló que estaba dedicada a aquellos «amigos de ojos tristes de cuya infancia definitivamente no es propicia para una conversación casual». El autor Karl Vorderman, en su libro A Concise Guide to Eighties' Music (2008), aseguró que muchos de sus fanáticos jóvenes podrían sentirse identificados con la letra. En la misma línea, Frank Lloyd sugirió que muchas mujeres podrían compartir las emociones «difíciles y contradictorias» que transmite el tema, especialmente cuando Madonna habla sobre la supervivencia en el verso «ahora no puedes hacerme daño». Por su parte, el personal de la revista Instinct opinó que muchos hombres homosexuales han adoptado la canción como un «himno para los padres a los que queremos, aunque quizá no nos entendieran realmente o no estuvieran allí». Alonso de Jenesaispop también la distinguió como un «himno para todo aquel que tuviera una relación complicada con su progenitor (¿quién no la ha tenido alguna vez?)».
Por último, los críticos llegaron a la conclusión de que la letra era «ambigua», pues podría hacer alusión, más que a su padre, a otras figuras masculinas en general —un esposo o una autoridad religiosa— e incluso a su fe en Dios. Esta fue la deducción de Laura Sydell de NPR, quien sostuvo que «iba más allá» de su relación con Ciccone y, en cambio, se refería «a alguien que abusa del poder». En opinión de El Hunt de NME, aludía a su «fracturada relación con su padre», pero, al mismo tiempo, con Dios. De igual modo, Rolling Stone señaló que abordaba el «abuso físico, la traición en el amor paterno y el permanente conflicto de Madonna con su educación católica». Según Tim Nicholson de Record Mirror, cuestionaba su fe católica, pero también era ambigua dado que dejaba al oyente «sin saber si está abandonando su fe o a su padre». La biógrafa Barbara Victor indicó que incluso muchos de sus fanáticos se preguntaron si se dirigía a Dios o a su padre, en especial por los versos «nunca quisiste hacerme daño, ¿por qué estoy huyendo?» (you never wanted to hurt me, why am I running away?). Daryl Easlea explicó que también existían «claros paralelismos con los sentimientos de Madonna hacia la religión, otra relación de la que nunca podrá liberarse realmente». Para Alonso, la letra estaba «algo más caricaturizada» y, más que a su padre, iba dedicada al «trauma que puede ejercer en nosotros la figura paterna» y apelaba de manera explícita a un maltrato que, no obstante, «no se conoce que se produjera». En su libro Nots (1993), el filósofo estadounidense Mark C. Taylor escribió que en la canción, que «oculta a propósito la identidad del Padre», Madonna «declara su libertad de le nom du Père». El escritor Robert Matthew-Walker expresó que la línea Oh Father I have sinned recordaba a un rosario, pero que, en general, versaba sobre «romper con alguien que tiene el poder de hacerte daño». No obstante, indicó que, aunque la cantante «afirma haber escapado», el tono «lúgubre» de la música lo desmentía. La académica Carla Freccero, en su artículo «Our Lady of MTV» (1994), la describió como una «acusación y un perdón al severo patriarca», y, según David Ansen de Cosmopolitan, era una «melancólica declaración de independencia dirigida a un patriarca cruel». Para el periódico singapurense The New Paper, se trataba de una «meditación polifacética sobre las figuras fraternales». Por último, Mark Millan de The Daily Vault sostuvo que no importaba si se refería a su padre o a su religión, «sigue siendo una poderosa declaración de rebeldía ante la adversidad». Con respecto a las diferentes observaciones y análisis a la letra, Madonna respondió que todo estaba abierto a la interpretación: «Está bien. Es lo que el oyente piensa que es. Yo solo escribo las canciones. Depende de los demás interpretarlas y darles el significado que deseen».

## Publicación
Meses antes de su lanzamiento como sencillo, «Oh Father» había figurado como lado B de «Like a Prayer» en un vinilo de 7" lanzado en los Estados Unidos como parte de la serie Back to Back Hits de las compañías Sire y Warner Bros. Records. Posteriormente, ambos sellos lo publicaron oficialmente como el cuarto sencillo del álbum, tras «Like a Prayer» en marzo de 1989, «Express Yourself» en mayo y «Cherish» en agosto. La portada fue tomada por el estadounidense Herb Ritts y el diseño de la funda del disco estuvo a cargo de Jeri Heiden. El lanzamiento se limitó a Australia, Canadá, los Estados Unidos y Francia, donde salió a la venta el 24 de octubre de 1989, así como en Japón, donde estuvo disponible comercialmente el 21 de diciembre de ese año. El vinilo de 7", el casete y un mini CD japonés incluían en la cara A una versión editada de «Oh Father» de poco más de cuatro minutos de duración y en el lado B «Pray for Spanish Eyes», también de Like a Prayer. También se lanzó de manera promocional en EE. UU. en un disco compacto. Cabe señalar que, en este último país, fue el primer vinilo de 7" de Madonna desde «Lucky Star» (1984) que no se editó con una funda ilustrada (picture sleeve). En el Reino Unido y el resto de los países europeos, las compañías optaron por «Dear Jessie» como el cuarto sencillo, por lo que el lanzamiento de «Oh Father» permaneció inédito en muchos otros mercados internacionales.
La canción no formó parte de The Immaculate Collection, el primer álbum de grandes éxitos de Madonna publicado en 1990, una ausencia que, para el biógrafo David James, impidió que se convirtiera «en la colección definitiva» de la cantante. No obstante, figuró posteriormente en Something to Remember, un recopilatorio editado en noviembre de 1995 que contenía las baladas más importantes de su carrera. Dado que no había tenido un lanzamiento físico en el Reino Unido y en otros mercados europeos durante la promoción de Like a Prayer, Warner y Maverick Records decidieron publicarla como el segundo sencillo del recopilatorio en dichos territorios, tras «You'll See». En el Reino Unido, salió a la venta el 25 de diciembre de 1995 en vinilo de 7", casete y maxi CD; para esta ocasión, la portada, diseñada por Julia Pungitore, utilizó una fotografía del videoclip de la canción. Tanto el vinilo como el casete contenían en el lado A la versión original de «Oh Father» —de casi cinco minutos de duración— y en la cara B la interpretación en vivo de «Live to Tell» tomada del videoálbum Ciao Italia, grabado durante el Who's That Girl World Tour (1987). Por su parte, el maxi CD incorporó, además de aquellas dos pistas mencionadas, la versión en vivo de «Why's It So Hard» durante la gira The Girlie Show (1993). En el Reino Unido también estuvo disponible otro CD de edición limitada con las mismas canciones, pero que incluía cuatro pósteres con fotografías de Madonna. A finales de 1996, apareció en CD Single Collection, una caja recopilatoria de edición limitada publicada por Warner Music Japan y que contenía todos los sencillos de la cantante en formato CD, desde «Burning Up» (1983) hasta «One More Chance» (1996). Por último, en marzo de 2019, figuró en el relanzamiento de Like a Prayer por su trigésimo aniversario.

## Recepción comercial

### Estados Unidos
«Oh Father» tuvo un rendimiento regular en las listas musicales y, en comparación con los anteriores lanzamientos de Like a Prayer, fue uno de los menos exitosos del álbum. Durante la semana del 4 de noviembre de 1989, fue la segunda canción con mayor airplay en los Estados Unidos, con reportes en 69 de las 250 emisoras radiales del país. El 11 de ese mes, el número de reportes en las estaciones incrementó a 122 e ingresó en el 55.° puesto de la lista Billboard Hot 100, lo que representó el segundo mayor debut de esa edición, por detrás de «Rhythm Nation» de Janet Jackson, y el vigésimo top 40 de Madonna, pero a su vez marcó el fin de un récord de dieciséis sencillos consecutivos de la cantante con el ingreso más alto de la semana, que había iniciado con «Lucky Star» en 1984 y continuado con «Cherish» en 1989. Tuvo un ascenso gradual —con un incremento en ventas físicas en la edición del 23 de diciembre— y el 6 de enero de 1990 alcanzó la vigésima casilla. Aunque fue el vigésimo top veinte consecutivo de la cantante, a su vez significó su primer sencillo que no logró ubicarse entre los diez primeros desde «Holiday» (1983) —que alcanzó el decimosexto puesto—, de manera que culminó con una racha de dieciséis y diecisiete sencillos consecutivos entre las cinco y diez primeras posiciones, respectivamente. Por consiguiente, también representó la posición más baja de su carrera en el Hot 100 hasta ese momento.
Permaneció trece semanas en total, cuando hizo su última aparición el 3 de febrero en el número 100. En enero de 2012, Billboard reveló las canciones más populares de Sire Records en el Hot 100 y «Oh Father» se ubicó en el número 48. Diez años después, para agosto de 2022, pasó a ser el 39.º sencillo más exitoso de la cantante en el mismo ranquin. En las listas de ventas físicas y de radios, ocupó los puestos decimosexto y vigesimosegundo, respectivamente. Además de Billboard, también ingresó a conteos de otras publicaciones musicales; de esta manera, alcanzó la decimocuarta posición en el Top 40 de Gavin Report, la decimoquinta en Top 100 Singles de Cash Box, la decimoctava en Contemporary Hit Radio de Radio & Records, la vigesimoprimera en Top Fifty Singles de Hits, la vigesimonovena en The Hit List, del periódico Observer-Reporter, y la trigésima segunda en Mainstream Top 40 de Hitmakers.

### Europa
En el Reino Unido, ingresó en la decimosexta posición del UK Singles Chart el 6 de enero de 1996; según la revista Hit Music!, el CD y el casete representaron el 79 % y el 21 %, respectivamente, de las ventas totales durante los primeros siete días de lanzamiento. Si bien fue el mayor debut de esa semana, supuso uno de los ingresos «más bajos en muchos meses» debido a la actividad comercial «esporádica» que se produjo tras la semana de Navidad, en la que varias tiendas reabrieron en días distintos y las fechas de lanzamiento de varios sencillos no habían coincidido. En la siguiente edición, descendió hasta el número 21, por lo que se convirtió en el sencillo con la posición más baja de su carrera en el país, de un total de 39 entradas hasta ese momento, así como en el segundo en más de una década que no llegaba al top diez. En total, estuvo presente diez semanas y, para agosto de 1998, se ubicó en el 41.º puesto de los sencillos de Madonna con mejor rendimiento comercial en el UK Singles Chart. Diez años después, para agosto de 2008, había vendido 58 730 copias, según datos oficiales de Music Week. También ocupó el duodécimo lugar en el conteo de airplay y el decimoquinto en el ranquin Network Chart, que recopilaba información combinada de ventas y transmisión en radios.
Finlandia e Italia fueron los únicos países de Europa donde estuvo entre los diez principales de sus correspondientes listas, concretamente en la sexta posición en ambos. En el primero, fue el vigesimonoveno top diez de Madonna, mientras que en el segundo permaneció un total de siete semanas, tres de ellas dentro de los diez principales. En el resto de los mercados, ocupó el decimoctavo lugar en Escocia, el vigesimoquinto en Irlanda, el vigesimosexto en Francia y el 62.º en el Eurochart Hot 100 Singles de Music & Media.

### Otros mercados
En Canadá, debutó en el número 84 de la lista Top 100 Singles de la revista RPM el 11 de noviembre de 1989, mientras «Cherish» continuaba dentro de los diez primeros lugares; tuvo un ascenso paulatino y dos meses después, específicamente el 13 de enero de 1990, alcanzó la decimocuarta posición, lo que puso fin a una racha de dieciséis sencillos top diez consecutivos, que había iniciado en 1984 con «Lucky Star». Estuvo presente quince semanas en total, cuando hizo su última aparición el 3 de marzo en el número 89.
En comparación con los tres anteriores sencillos de Like a Prayer, que habían figurado entre los cincuenta más vendidos de 1989, «Oh Father» fue un «fracaso» en Australia y se convirtió en la canción de Madonna con la posición más baja hasta ese momento, luego de que alcanzara el número 59 el 14 de enero de 1990; Gavin Scott de Chart Beats atribuyó la baja recepción a que, en el momento en que se lanzó a la venta, los «fanáticos australianos ya tenían el álbum».

## Recepción crítica
| «Oh Father» es una de las canciones más personales que Madonna ha interpretado y, posiblemente, su mejor balada. No fue un gran éxito, probablemente debido a la letra desalentadora, pero esperanzadora al final, o por el hecho de que el arreglo del cuarteto de cuerdas y de la guitarra slide es tan diferente de lo que se esperaba de Madonna, pero la melodía es sencillamente encantadora, una de las más bonitas de su carrera. La modulación ascendente del estribillo, acompañada de algunas armonías sobrepuestas que presentan un uso muy controlado y efectivo del registro más agudo de Madonna, es pura genialidad, lo que le da a la canción una resolución firme que elimina cualquier rastro de autocompasión de las estrofas. —Reseña de Stewart Mason de AllMusic. |

En términos generales, «Oh Father» obtuvo respuestas favorables de académicos, críticos y periodistas musicales, cuyas reseñas se centraron en la producción y voz de Madonna, así como en la composición y su naturaleza autobiográfica. Entre las opiniones más favorables, se encuentran aquellas en las que ha sido considerada una de las canciones más destacadas de Like a Prayer. Así, Greg Kot del Chicago Tribune la nombró la «más personal y poderosa» del álbum, comentario por el que concordaron Chris Gerard del Metro Weekly y un redactor de Music & Media, al llamarla una de las más «personales» y «conmovedoras» del material. Para Jason Lipshutz de Billboard, dejaba «marcas de lágrimas» y constituía parte de la «gran cantidad de material fantástico» en Like a Prayer, y Graham Armstrong de R&B Report destacó que era una balada que complementaba el «paquete total». De igual manera, Mark Elliott de la revista Dig! afirmó que formaba parte de una «asombrosa gama de opciones» en el álbum. El autor Karl Vorderman la eligió como la canción del mes y lo denominó un número «épico muy superior a muchos de sus mayores éxitos en ventas». Brett Schewitz, en la lista de los 500 mejores álbumes de todos los tiempos de Rolling Stone, declaró que era una de las mejores canciones que había escuchado, mientras que Robert Matthew-Walker la proclamó la más «poderosa» que Madonna había compuesto. Por su parte, Edna Gundersen de USA Today y un redactor de la revista colombiana Semana la nombraron una de las «joyas» de su catálogo, y, de acuerdo con Paul Attard de In Review Online, seguía siendo «una de [sus] canciones más emocionalmente sobrecogedoras». La revista portuguesa Quem la denominó «provocativa», en tanto que Chuck Campbell de Star-News la calificó como «excelente» y añadió que debería haber sido un éxito comercial. A Chris Ho de The Straits Times le pareció una balada «admirable» que prestaba «poca atención a las preocupaciones comerciales», y Nick Levine de Vice la reconoció como «gloriosa y clásica». Chris Lacy de Albumism afirmó que ofrecía «algo único, poderoso y atemporal a un disco extraordinariamente versátil». Según Kenneth Partridge de Billboard, dejaba «poco a la imaginación» y, aunque no era un tema «para sentirse bien», había resonado entre los oyentes. Daryl Easlea subrayó que había sido una «ambiciosa» elección como sencillo y, pese a que su argumento era «demasiado portentoso» para el mainstream del pop, sirvió como «otra gran publicidad para el álbum». Autores y críticos como Sal Cinquemani, Robin Monica Alexander, Kelly Stitzel, Carrie Havranek y Stephen Thomas Erlewine la calificaron como «evocadora»; este último también la destacó como la mejor del disco en conjunto con «Like a Prayer» y «Express Yourself». Del mismo modo, el personal de Instinct y Saeed Saeed de The National la catalogaron como «conmovedora». En un análisis a su discografía, Iñigo Díaz y David Ponce, del portal EMOL, destacaron que en Like a Prayer se apreciaban «gratas pausas» como «Oh Father».
La producción y la interpretación vocal de Madonna recibieron buenos comentarios de la crítica. De esta manera, Parke Puterbaugh de Stereo Review, que describió la música como «aventurera» e «imaginativa», remarcó que se alejaba del género dance «convencional» y acentuó los ritmos lentos y su «profunda emotividad». En la lista de los «1000 álbumes para escuchar antes de morir» de The Guardian, Jude Rogers la catalogó como «desgarradora» y subrayó los «tristes» sonidos del piano, en tanto que Tony Power de Blender distinguió la orquesta que «hace que los ojos se empañen». Stephen Holden de The New York Times también elogió la orquestación «grandilocuente» y la «rabia triunfal» con la que Madonna canta el estribillo. Aunque no consideró que fuera «especialmente interesante» en Like a Prayer, J. B. de The Daily Vault mencionó que, en Something to Remember, tenía un arreglo «bastante complejo y afinado». Annie Zaleski de The A.V. Club reconoció que la canción «florece con orquestas almibaradas» y recalcó el hecho de que Madonna se esforzara en lo vocal y estuviera más cómoda al conectar y transmitir el contenido emocional de la letra. Bill Zehme de Rolling Stone expresó que «resplandecía con una emoción suplicante», y Chris Gerard del Metro Weekly afirmó que ella estaba a la altura. Iain Blair del Chicago Tribune, que le pareció una «balada tierna» y resaltó su cualidad introspectiva y personal, sostuvo que incluía una de sus interpretaciones «más expresivas y logradas hasta la fecha». Alwyn W. Turner, uno de los redactores de Rock: The Rough Guide (1999), observó que podía apreciarse una voz «más madura», opinión que compartió Michael Schuh de la revista alemana laut.de, quien reconoció su madurez en la balada y añadió que «logra sostener las notas gradualmente hasta el final». Maura Johnston de Pitchfork realzó que su «vulnerable voz demuestra por qué su música era tan querida; incluso si está cantando sobre personajes, sus suspiros y estremecimientos dan voz a la compleja dinámica que tantos hijos tienen con sus padres, ya sean biológicos, matrimoniales, adoptivos o espirituales». Barbara Victor resaltó que cantara cada pista con diferentes entonaciones y expresiones y, en el caso de «Oh Father», destacó la manera en que «se le escapa una lágrima cuando confiesa a su padre que no se sintió querida tras la muerte de su madre». En su reseña a Something to Remember, J. D. Considine señaló que el tema lograba «su objetivo casi por completo a través del color vocal, al contrastar la duda de una niña de voz aguda con la determinación profunda de una mujer». Rob Sheffield de Spin declaró que su «enérgica voz hace que baladas como "Oh Father" y "Promise to Try" sean estimulantes tanto musical como verbalmente». Chaz Repak de The Cavalier Daily describió su interpretación como «preciosa» y añadió que la canción «duele con el amor de una niña menospreciada por quien debería estar a su lado». Fernando Chaves Espinach —del periódico costarricense La Nación— aseguró que «las letras honestas y su voz más madura hicieron de canciones» como «Oh Father» «éxitos seguros». Will Stroude de Attitude destacó que la música compuesta por Leonard fue «el catalizador de algunas de las melodías vocales más memorables de Madonna y le dio carta blanca para escribir con el corazón». Lucy O'Brien, que la caracterizó como una balada «dramática y ligeramente portentosa», sintió que, en algunos momentos, interpretaba con una «pasión personal» en un tono «áspero» al estilo de Courtney Love, mientras que Wayne Robins de Newsday aseguró que su voz grave y su tono confesional hacían que sonara «increíblemente parecida» a Patti Smith. Además, declaró que las palabras cobraban un «poder adicional gracias a los ganchos amplios y panorámicos y una melodía hermosa». Alan Jones de Music Week también cumplimentó su registro «potente», pese a que describió la producción como una «pieza compleja [y] no la más fácil de amar».
| «Oh Father» es el magnum opus de Madonna de los años ochenta, si no de toda su carrera. Esta monumental, cautivadora y líricamente intensa reflexión en forma de power ballad sobre todo lo relacionado con la figura paterna podría haber parecido una elección extraña para un sencillo, pero en términos de demostrar el arte y el compromiso de Madonna con su visión, es un auténtico hito en su carrera. —Reseña del autor Marc Andrews en el libro Madonna: Song by Song (2022). |

La composición también atrajo comentarios favorables; en especial, los críticos pusieron énfasis en el tono confesional y su naturaleza autobiográfica. En este sentido, un redactor de The Baltimore Sun afirmó que Madonna «fue aclamada por atreverse a abordar temas tan profundos» como en «Oh Father», a la que catalogó como «intensamente personal», pese a que no haya tenido éxito comercial. En la misma línea, Rolling Stone aseveró que la artista obtuvo el reconocimiento artístico gracias a «Oh Father», una de las «más personales» del material. Kot creyó que el bajo rendimiento comercial en las listas de Billboard se debió a que el tema y la intensidad con que abordó la canción habían sido «inusuales» para ella, quien, según el crítico, «solía tratar incluso los asuntos más personales con cierto distanciamiento y humor». Sebas E. Alonso de Jenesaispop manifestó que, a pesar de que interrumpió su racha en los Estados Unidos, «no decepcionó a nadie», pues su intención como sencillo era «dar al álbum un sentido de conjunto, autobiográfico, más que para arrasar por separado». David Barton de The Spokesman-Review opinó que era una «pequeña miniópera» y un «golpe edípico» en cuanto a su letra. Gavin Edwards de Rolling Stone destacó que la intérprete compusiera canciones «abiertamente emotivas» en Like a Prayer como «Oh Father», que la calificó como «lúgubre», y Considine —de la misma revista— reconoció que había sido «brutalmente franca sobre su ambivalencia hacia su padre». Los editores de The Advocate resaltaron el hecho de que se adentrara en temas más profundos, y Julius Kohinson de Cash Box elogió que haya «desnudado su alma» al tratar de manera «franca» cuestiones como el abuso familiar o infantil. J. B. de The Daily Vault opinó que era una baladista «muy infravalorada» y que la «conmovedora energía emocional» en «Oh Father» no decepcionaba. Según Cameron Cook de Pitchfork, la «desgarradora» canción reveló «más sobre la vida interior de Madonna que cualquiera de sus trabajos anteriores». El profesor alemán Rainer Matthias Holm-Hadulla, que la calificó como «impresionante», reconoció que haya convertido «su desesperanza en actividad artística». El autor Paul Zollo la llamó una de sus favoritas del álbum y añadió que era «una de esas canciones que tiene una combinación casi perfecta de letra y música». Schuh de laut.de notó cómo había mostrado «profundidades compositivas hasta entonces desconocidas» por el público y que servirían como «prototipos» para Something to Remember. Justin Chadwick de Albumism lo nombró uno de los momentos más «conmovedores» del material, además de «sorprendentemente sincero y compasivo para Madonna, quien se había mantenido relativamente callada a la hora de hablar de su padre públicamente». Igualmente, Barry Bryson de la revista Gay Times resaltó cómo este tema y «Promise to Try» representaban el «verdadero atractivo» del álbum y que lo definían «como algo que va mucho más allá de perderte en la pista de baile». Peter Robinson de Pitchfork señaló que Madonna «miró más cerca de su hogar» con obras como «Oh Father», que recordaban su «educación con temas como la rebeldía, la determinación y la conclusión». Ida Bachtiar de The Straits Times lo consideró un «desgarrador homenaje a sus padres», y Jim Zebora del Record-Journal la llamó una canción «conmovedora y comprensiva sobre el abuso infantil» que «muestra un amplio abanico de emociones». En su reseña a Something to Remember, Andy Orrell de Entertainment Scene 360 le otorgó cinco puntos de cinco y la nombró «otra pieza mágica». Además, elogió la introducción y calificó a la letra como «muy poderosa y emotiva», lo cual añadía «fuerza». Matthew Rettenmund lo distinguió como uno de sus trabajos «más emotivos», así como notó que, a pesar de su recepción comercial en el país, tenía un «impacto emocional poco común». Un redactor del periódico colombiano El Tiempo resaltó que «artistas más pequeñas nunca habrían tenido la capacidad ni la audacia para extender las fronteras de la balada, incluyendo una canción tan resonante y reveladora como "Oh Father"». Gerard del Metro Weekly, que la nombró «poderosamente confesional», remarcó su naturaleza «oscura e introspectiva» y agregó que era un «impresionante recordatorio de lo buena que puede ser la música pop en sus mejores momentos». De Billboard, Joe Lynch le pareció una balada «majestuosa» y «solemne» y reconoció que la artista «se consagró como una baladista seria capaz de abordar material maduro y transgeneracional, lo que le abrió numerosas puertas en los años noventa».
Otros comentarios se centraron en algunos versos o bien compararon la composición con el trabajo de otros artistas. Wayne Robins de Newsday remarcó que la frase «ya no puedes hacerme daño, me he alejado de ti» era la «más emotiva», y Marc Hogan de Spin, que había admitido que los versos «teatrales» no eran tan pegadizos como los de «Express Yourself», subrayó que «Oh Father» ahondaba en «algunos de los temas más cruciales de Madonna con una profunda melancolía que podría atraer a los fanáticos de The Smiths o Kate Bush». El autor Rikky Rooksby creyó que las frases de «psicología barata» sobre sentirse bien con uno mismo habrían hecho a la canción «sumamente popular» a comienzos de los años 1980. Asimismo, añadió que había sido el momento «más compasivo y generoso» de su música y que podría compararse con las exploraciones de la infancia en la obra de artistas contemporáneas como Kate Bush y Tori Amos, en particular «The Fog» de la primera, incluida en su álbum The Sensual World (1989), y «Winter» de la segunda, perteneciente a su trabajo Little Earthquakes (1992). Chris Willman de Los Angeles Times señaló que la línea I never felt so good about myself era uno de los momentos en los que la «desnudez del alma» alcanzaba su punto «más dramático». Por su parte, en el libro 100 Greatest Albums (2003) de VH1, Mimi O'Connor la llamó «poderosa» e indicó que frases como I never felt so good about myself podían parecer «simples» y «poco sofisticados», pero aclaró que «esos sentimientos son la materia de la vida y, a través de ellos, Madonna conectó con millones de personas». Mary Von Aue de Stereogum calificó el estribillo como «desgarrador», y Justin Myers de The Guy Liner eligió el verso You didn’t mean to be cruel, somebody hurt you too como el mejor de toda la canción. Para Paul Attard, cuando entona «quizás algún día, cuando mire atrás, podré decir que no quisiste ser cruel», no era la frase más «profunda» del álbum, pero sí la «más poderosa personalmente», porque creaba «un sentimiento tan emancipador» en el que llegaba «finalmente a un acuerdo con su propia soberanía como mujer independiente». Attard también añadió que fue este ethos lo que la catapultó «hacia la estratosfera en términos de reconocimiento crítico y vitalidad comercial».
En un tono variado, David Menconi, uno de los redactores del libro musicHound Lounge: The Essential Album Guide to Martini Music and Easy Listening (1998), manifestó que, aunque se encontraba entre sus mejores sencillos, escucharlo resultaba «escalofriante» debido a su mensaje, razón por la cual, según el autor, «no es de extrañar que también fuera uno de los que menos éxito tuvo». Bob Lessick —del periódico The Johns Hopkins News-Letter— la calificó como una canción «poderosa» que combinaba con el mensaje de «Dear Jessie», pero sintió que sonaba fuera de lugar en Something to Remember. Richard Harrington de The Washington Post aseguró que, musicalmente, era «poco convincente», y Elizabeth Wurtzel de la revista New York afirmó que se sintió más «melodramática que dramática». Por más que aprobara la «producción pulida» y la «estilizada forma de cantar» de Madonna, The Albany Herald criticó la letra «simple y sentimental». Peter B. King de The Pittsburgh Press sintió que estaba «empapada de cuerdas almibaradas» y que no se trataba de una composición «especialmente ingeniosa». Aunque elogió su «textura agradable» y los «conmovedores fragmentos de melodía», John Mangan de The Age cuestionó que la artista continuara «reviviendo su infancia» y prosiguió: «No es que no pueda entender que se sienta obligada a desnudar su alma ante el duro escrutinio del público en general, pero ya es ahora de que aborde temas más amplios. Quiero decir, el mundo se está ahogando en sus propios desechos, ¿y ella canta sobre el párroco?». En el libro David Fincher: Films That Scar (2010), Mark Browning la calificó como «débil», con estrofas que sonaban más «a teatro musical que a una canción pop», lo que se reflejó en las bajas posiciones en las listas musicales y en las pocas ventas mundiales. Si bien aprobó el arreglo de cuerdas, Matthew Jacobs del HuffPost concluyó que «era algo aburrida entonces y sigue siéndolo ahora». Por último, el diario puertorriqueño Primera Hora la nombró una de las peores de su repertorio.

## Reconocimientos
El sitio Chart Beats clasificó a «Oh Father» en el 110.º puesto de las 250 mejores canciones de 1989. En 1992, formó parte del curso Women's Studies 102: Women and Popular Culture dictado en la Universidad de Harvard por la profesora Lynne Layton, asociada del Comité de Títulos en Estudios de la Mujer y psicóloga clínica en la Escuela de Medicina de Harvard. El curso, que además tomó como estudio a «Keep It Together» y «Till Death Do Us Part», ambas también de Like a Prayer, tuvo como objetivo examinar «elementos del discurso de la familia disfuncional».
La canción ha sido considerada una de las más personales e infravaloradas de Madonna. De hecho, Emily D'Souza de The National Student y Lisa Yang de WatchMojo la calificaron como la más subestimada de toda su carrera; esta última, además de elogiar los teclados, su voz «potente» y la orquesta «épica», concluyó que era la letra «evocadora y personal» la que la consolidó como una de las favoritas de sus admiradores. Además, ha sido incluida en listas de reproducción dedicadas a las relaciones entre padre e hijo, especialmente para el Día del Padre.
Aunado a lo anterior, periódicos, revistas y sitios web, entre los que destacan 20 Minutos, Billboard, Boy Culture, Chart Beats, Entertainment Weekly, Gay Star News, Herald Sun, Jenesaispop, Logo, MLive Michigan, Noticias en la mira, Parade, PinkNews, Slant Magazine, Smooth Radio, The Arizona Republic, The A.V. Club, The Detroit News, The Guardian, The Spinoff, The Tab, USA Today, la versión en español de Vanity Fair y VH1, la incluyeron en sus correspondientes listas de los temas y sencillos más destacados de su discografía.

## Vídeo musical

### Antecedentes y producción

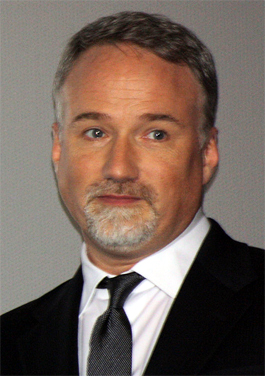
En la imagen, David Fincher, director del videoclip de «Oh Father»

El videoclip de «Oh Father» se filmó en Los Ángeles bajo la dirección del cineasta estadounidense David Fincher, quien ya había trabajado con Madonna previamente en «Express Yourself» y volvería a hacerlo en «Vogue» (1990) y «Bad Girl» (1993). Fue él quien había convencido a la cantante de que lanzara «Oh Father» como sencillo y así poder dirigir un videoclip. Al principio, esta última sintió que era «demasiado deprimente» y no estaba segura de que «funcionaría» como sencillo, pero finalmente accedió luego de que el director insistiera en que era el momento adecuado para que tuviera un acompañamiento visual. De esta manera, la artista ilustró el tema principal de la canción e ideó ella misma el argumento, que dramatiza de manera gráfica el trauma de la «desgarradora pérdida temprana» de su madre y explora visualmente la «tempestuosa» relación con un padre «abusivo» y un novio «maltratador». Sobre el vídeo, Madonna lo calificó como el «más autobiográfico, [pero] con un poco de drama. Es aburrido ser completamente autobiográfico». En una entrevista con Vanity Fair, profundizó:

Todavía no he resuelto mi complejo de Electra. Tuve que lidiar con la pérdida de mi madre, luego con la culpa de que se hubiera ido y luego con la pérdida de mi padre cuando se casó con mi madrastra. Así que no era más que una niña enfadada y abandonada. Todavía estoy enfadada. La parte de mí que va diciendo «¡Que se jodan! ¡Que se jodan! Te lo refriego en la cara» es la misma que oculta la parte que dice: «Estoy herida, me han abandonado y no volveré a necesitar de nadie».

La producción quedó a cargo de Tim Clawson y Victoria Niles para Propaganda Films —empresa cofundada por Fincher— y Jim Haygood realizó la edición. Por su parte, Jordan Cronenweth fue el director de fotografía y su hijo, Jeff, fungió como ayudante de cámara. Fincher era un viejo admirador del trabajo de Cronenweth, de manera que «Oh Father» marcó la primera vez que padre e hijo trabajaron con el director; a partir de entonces, colaborarían en múltiples videoclips y anuncios publicitarios. La cantante lució el cabello rubio ondulado y rizado, tarea realizada por el estilista Peter Savic, con quien colaboró en varias ocasiones; en esta oportunidad, Savic decidió colocarle acondicionador en las puntas para darle más textura y protegerlo del calor.

### Rodaje
Al igual que en anteriores videoclips que Fincher dirigió, inspirados en películas del pasado, el de «Oh Father» presenta referencias al cine clásico de Hollywood, especialmente a Citizen Kane (1941), del actor y cineasta estadounidense Orson Welles. Esto se evidencia en el decorado en blanco y negro que se «disuelve» entre las tomas, lo que crea fluidez entre escenas e imágenes, mientras que otras están rodadas en la nieve, en particular el travelling inverso al principio del clip en el que la cámara va enfocando desde el paisaje nevado hasta la casa. Jordan Cronenweth afirmó que, aunque Fincher y él tenían en mente la obra de Welles, no dominó la dirección del vídeo; al respecto, señaló que la canción tenía un ambiente autobiográfico y una «sensación de melancolía y pérdida», razón por la cual el escenario que eligieron —un cementerio en invierno— era apropiado para reflejar ese sentimiento.
Rodado en blanco y negro y en alto contraste, presenta las características típicas del trabajo de Fincher, como ángulos «extraños» y «extremadamente altos», sombras «amenazantes», caras distorsionadas, movimientos pausados de la cámara y el uso de la técnica slow motion, así como la imagen de la pequeña que baila sobre la tumba de su madre en medio de una tormenta de nieve «deslumbrante». Además, incluye luces «suaves y difusas» que le otorgan un «aire de glamur y elegancia» y siluetas proyectadas en los laterales de los edificios que crean un claroscuro expresionista. Madonna aparece en una variedad de escenarios góticos o cubiertos de nieve, el tipo de «licencias dramáticas» e imágenes «exageradas» y de alto contraste que el director emplearía posteriormente en sus largometrajes, especialmente en The Game (1997) para representar las analepsis de la infancia del personaje de Michael Douglas.
El vídeo cuenta con la participación de una niña que interpreta a Madonna de pequeña y del actor Mark Romano en el rol de su padre; ambos aparecen en una escena en la que ella juega con unos collares de su madre dentro de un armario y luego el padre abre la puerta enfadado y la regaña. Durante la filmación de esta toma, la niña estaba iluminada por una ventana y una única fuente de luz práctica, pero requería más iluminación para su rostro, de manera que, para crear un poco de reflejo, Cronenweth decidió mover algunas de las prendas dentro del armario. Cronenweth recordó que la cantante se implicó bastante en la evolución creativa del vídeo «no solo en su propia actuación, sino en conseguir buenas interpretaciones» de la niña. De hecho, Fincher le permitió dirigir las secuencias en la nieve con su yo más joven: «David se apartó y dejó que todo sucediera, porque esa niña era Madonna».
El estadounidense Larry Romano desempeñó el papel de la pareja de Madonna, quien la abofetea en otra de las escenas. La cantante había llamado su atención tras verlo en la película Lock Up con Sylvester Stallone y luego en la revista Interview. El actor, que también solía componer música en ese momento, se había puesto en contacto con la artista y le había enviado la maqueta de una canción por si estaba interesada; finalmente, tras un par de reuniones, formó parte del reparto. La escena en la que aparece se rodó el 28 de octubre de 1989 y se hicieron «diez u once tomas»; según el actor, le llevó tiempo y «no quería pegarle de verdad», pero ella había insistido. Para ello, tuvo que sincronizar la bofetada con un golpe de platillo, lo cual le ayudó dada su profesión como músico y el proceso le resultó más fácil.
Para la escena que tiene lugar en un cementerio, Madonna tuvo problemas para elegir el atuendo que usaría, aunque finalmente se decidió por un abrigo largo y, sobre este, una cruz. De acuerdo con su hermano, Martin Ciccone, algunas tomas se grabaron en el cementerio local Calvary, ubicado en el municipio de Kawkawlin (Bay City), donde está enterrada su madre. Poco después de que finalizara la filmación, el director se comunicó con Jeff Cronenweth dado que necesitaba grabar algunos pick-ups y planos recursos de los dientes de Madonna, así como tomas de unas perlas que caían al suelo. Cronenweth mencionó que tuvo la aprobación de Panavision, por lo que se reunió con Fincher y su equipo en Patterson (California).

### Estreno y trama
En los Estados Unidos, el videoclip tuvo su estreno en televisión el 10 de noviembre de 1989; entre diciembre y enero del año siguiente, se emitió en las cadenas Hit Video USA, MTV, Night Tracks y VH1. En Europa, tras el lanzamiento de la canción a finales de 1995, salió al aire en el programa británico Top of the Pops de la BBC el 21 de diciembre, mientras que en enero se añadió a la programación de otros canales del continente como La Chaine Musicale de Francia y The Box del Reino Unido e Irlanda. Se incluyó en el recopilatorio The Immaculate Collection de 1990, una elección «rara», según el autor Rikky Rooksby, en vista de que su lanzamiento como sencillo se limitó a los Estados Unidos y algunos otros países.
Tal como con la letra de la canción, el videoclip ha sido considerado autobiográfico debido a las comparaciones con la propia infancia de Madonna; en este sentido, se sitúa concretamente en el tropo del «ángel roto, la niña de papá que perdió su "inocencia" demasiado pronto». El rol de la artista se divide en una niña y una adulta que se fusionan y se separan repetidamente; así, el personaje intenta salir adelante tras la prematura muerte de su madre y superar el maltrato psicológico de su padre. Al comienzo de la narración, la pequeña juega alegre y despreocupada en un luminoso jardín rodeado de nieve, al tiempo que la cámara se desplaza hacia el interior oscuro de una de las habitaciones del hogar, donde su padre y un sacerdote presencian la muerte de la madre de la niña. El padre solloza cuando cubre el cuerpo de su difunta esposa con una sábana blanca y luego extiende su rostro para revelar el regreso al paisaje cubierto de nieve, donde la joven observa con desconcierto en sus ojos, sin entender lo que está sucediendo. Madonna, como la narradora del flashback, canta la canción sentada desde una ladera en medio de una tormenta de nieve. En el funeral, la niña se acerca al ataúd abierto para despedirse de ella y nota que sus labios están cosidos.
La joven empieza a sufrir abusos y maltratos de su padre, lo que le deja cicatrices. En un momento, se la ve en el tocador de su madre jugando con unas perlas que le pertenecían a ella. A continuación, en un ataque de ira, su padre entra y empieza a gritarle, para luego arrancárselas del cuello y estas caen al suelo en cámara lenta. A medida que se desarrolla la narración, la niña canta los versos de la canción mientras se oye la voz de Madonna; en otras secuencias, el personaje adulto entra en escena, pero la sombra que se proyecta en la pared es de la de la pequeña. También se incluye una toma en la que su esposo alcohólico la abofetea, lo que insinúa que dicha relación también estaba marcada por abusos. En el estribillo, se muestra una imagen «espeluznante» de dos estatuas que permanecen inmóviles en un cementerio mientras cantan las estrofas. La distancia entre padre e hija se transmite mediante una imagen distorsionada de una Madonna adulta que sale de la habitación de su progenitor, filmada en primer plano a través de un vaso ubicado en una mesita de noche, una alusión a la esfera de Citizen Kane.
El vídeo vuelve con frecuencia a la imagen del cementerio nevado, a la vez que aparecen otros planos «surrealistas» como la nieve entrecortados nuevamente con las perlas que caen al suelo, así como tomas en las que Madonna canta en un reclinatorio o cuando la familia lleva el cuerpo desde la funeraria hasta el cementerio. En el final, descrito como «esperanzador y repleto de amor filial», la Madonna adulta se reconcilia con su padre cuando ambos se encuentran años después en el cementerio. En la última toma, la pequeña baila «inquietantemente» sobre la tumba de su madre, imagen vista como una «reivindicación de su dolor» y de «convertir el legado de su pérdida en arte».

### Recepción
El vídeo estuvo a punto de ser censurado por MTV debido a la parte en la que se muestra el cuerpo de la madre con los labios cosidos; aunque se le pidió que eliminara dicha toma, Madonna se negó y la cadena finalmente cedió. La intérprete comentó que la última escena, en la que la niña baila sobre la tumba, era un intento de «abrazar y aceptar» la muerte de su madre. En el especial de MTV Breakfast with Madonna de 1990, el presentador del programa Kurt Loder le preguntó si su padre había visto el vídeo, a lo que respondió: «A decir verdad, no sé si lo ha visto. Me da un poco de miedo llamarle y preguntarle». Un amigo de la familia Ciccone declaró que había sido «un golpe de enojo hacia su padre en un momento en que pensaba que las cosas entre ellos estaban bien. Ella sabía que la gente pensaría que estaba hablando de su propia infancia, ya sea que toda la historia fuera cierta o no. Eso hirió profundamente a Tony». Patrick Leonard expresó que «normalmente lloras cuando [lo] ves en MTV porque no puedes creer lo que estás viendo. Pero la gente lo ha visto y se ha emocionado». Por el contrario, a pesar de que Madonna y Fincher habían quedado «contentos» y «muy satisfechos», este último lamentó que no hubiera tenido la repercusión que deseaba debido al bajo recibimiento comercial de la canción. Inclusive, la cantante se molestó con él por la poca difusión, aunque poco tiempo después volverían a trabajar en el vídeo de «Vogue».
En general, «Oh Father» tuvo una buena acogida entre los críticos y periodistas. Rettenmund lo nombró uno de los mejores de la carrera de Madonna, y Mark Lindores de la revista Classic Pop lo describió como «inquietante» y remarcó la «devastadora emoción» con la que revive su infancia y la muerte de su madre. Sobre la trama, el biógrafo David James sintió que había sido «reflexivo», y Matthew-Walker señaló que el mensaje era «inequívoco» y «fascinante». Igualmente, Daryl Easlea expresó que «si alguien tenía alguna duda sobre el verdadero significado de la canción, el vídeo embistió el mensaje con toda la sutileza de un mazo». El escritor Lee Randall, por su parte, evaluó las imágenes como «llamativas» y calificó la historia sobre la «infancia perdida y el amor extraviado» como «impactante» e «imborrable», en tanto que Marc Hogan de Spin admitió que fue una «exploración desgarradora» sobre las luchas internas ejecutada de manera «conmovedora». El crítico Tom Riley declaró que «podría haber resultado fácilmente sensiblera, pero Madonna logra que funcione porque no tiende la mano en busca de compasión». El personal de Rolling Stone lo describió como «ambicioso» y una miniépica y subrayó el «guiño» a Citizen Kane. Además, afirmó que ofrecía «algunas de las imágenes más evocativas e inquietantes» de toda su obra. Del mismo modo, El Hunt de NME también la describió como una «épica pop arrolladora». Liz Smith del Toledo Blade lo nombró «profundo»; Keith Caulfield de Billboard, «impresionante»; y Justin Myers de The Guy Liner, «oscuro y melancólico». Marc Andrews lo catalogó como un «clásico escalofriante, catártico y cinematográfico» gracias a la visión compartida de la cantante y el director. Para Russell Brown de la revista Select, era todo lo que «Papa Don't Preach» no pudo tener, es decir, «muerte, metáfora y muchos crucifijos». Según Samuel R. Murrian de Parade, quien alabó la colaboración «visualmente impresionante» de Madonna y Fincher, tuvo una «gran resonancia emocional para cualquiera que haya tenido una relación tensa con uno de sus padres».
| El brumoso blanco y negro de la propuesta y su planteamiento basado en la amplia profundidad de campo y los claustrofóbicos límites del plano ahondan en esa asfixia emocional de la que habla Madonna en las letras de la canción. Un ejemplo de cómo David Fincher comienza a mirar más allá de sus contemporáneos, abrazando la puesta en escena de directores clásicos como Orson Welles, en especial El cuarto mandamiento (1942). —Reseña de Felipe Rodríguez Torres de la revista Mutaciones. |

Muchas reseñas se centraron en la dirección de Fincher; tal es el caso de Matt Goldberg Collider, quien observó cómo su estilo en blanco y negro había «evolucionado y vuelto más texturizado, artístico y eficaz». Aunque lo describió como «fantasmagórico», «melancólico» y «lúgubre», elogió los efectos visuales y la decisión de Fincher de contar una historia, en lugar de «limitarse a utilizar diferentes técnicas». Colin Jacobson de DVD Movie Guide, que le pareció «más sombrío» en comparación con los anteriores visuales de Like a Prayer, señaló que su «talento visual se combina con el impacto emocional de la canción para crear otro vídeo memorable». Rettenmund destacó el escenario invernal y el uso de la «complicada técnica cinematográfica de enfoque profundo», opinión que compartió B. L. Panther de The Spool, quien añadió que su uso preciso del enfoque crea una atmósfera «cinematográfica e inquietante». Eduardo Viñuela, en Bitch She's Madonna (2018), remarcó que los planos, los movimientos de la cámara y la cualidad de las texturas eran algunos de los recursos que lo acercaban al lenguaje cinematográfico. Adam White de The Independent aprobó la «fructífera» colaboración creativa entre ambos y señaló que el director «captó su vulnerabilidad como nadie». Del mismo modo, Louis Virtel de Logo afirmó que él fue quien mejor había comprendido «el fuego, la vulnerabilidad, el descaro y el talento de Madonna, y en "Oh Father" convierte su infancia sin madre en una obra maestra del cine negro digna de Orson Welles. En el capítulo «Mother from Another Planet», el autor John H. Richardson distinguió el «destello visual», y Steven Hyden de The A.V. Club, que lo calificó como «memorable», realzó la «sensibilidad distintiva, oscura e inquietante» del director. De la revista Film Comment, Gavin Smith reconoció que presentaba la «disciplina estética y la integridad potencial de la forma en su mejor momento», en términos de «la suspensión onírica, la relativa libertad de convenciones y formatos y la formidable técnica que distinguen la sensibilidad de Fincher».
La escena del funeral de la madre, donde pueden apreciarse sus labios cosidos, ha sido ampliamente resaltada por la crítica por su tono «inquietante» y «escalofriante». De la revista Mutaciones, Felipe Rodríguez Torres afirmó que era «quizá uno de los más turbulentos planos de la trayectoria del cineasta, emparentándolo con la tradición surrealista, en concreto con el primer Luis Buñuel o Maya Deren». El autor Mark Bego sintió que tanto dicha toma como las escenas del cementerio habían sido «un tanto macabras», y Browning la llamó una imagen «impactante» y «perturbadora», Por su parte, Francesco Falconi declaró que alcanzaba «el culmen de la atmósfera sombría y tétrica». El doctor Peter Antelyes, uno de los redactores de Embodied Voices: Representing Female Vocality in Western Culture (1994), la consideró una de las tomas «más inquietantes en el mainstream del videoclip». Además, expresó que la escena transmitió «un beso sellado y perdido; una voz silenciada y perdida; una sonrisa desvanecida y congelada» y la comparó con uno de los versos de la canción «Promise to Try», dedicada a su madre, en la que reza «no puedo darle un beso de despedida, pero prometo intentarlo» (Can't kiss her goodbye, but I promise to try).
En un comentario dispar, Antti Alanen e Ilppo Pohjola, en su libro Sähköiset unet (1992), expresaron que, aunque era «dolorosamente personal», no dejaba de ser un vídeo ficticio. Una reseña negativa provino de la autora y profesora estadounidense Martha Bayles, en Hole in Our Soul: The Loss of Beauty and Meaning in American Popular Music (1994), quien observó que, aunque pretendía expresar tópicos como «el dolor y la duda espiritual causados por la temprana muerte de su madre», el «gran problema» radicaba en la «brecha cada vez mayor entre sus temas emocionalmente cargados y un sonido que sigue siendo, con muy pocas excepciones, música dance burbujeante y optimista». El escritor Mark Browning sostuvo que la narrativa centrada en la niña, cuyo trauma de la infancia afectaba a su vida de adulta, no era «realmente coherente desde el punto de vista visual» y tampoco tenía un significado particular similar a Citizen Kane, en especial durante la escena en la que la pequeña juega con las perlas en el tocador de su madre.

### Reconocimientos
En la 33.ª edición de los premios Grammy, celebrada a finales de febrero de 1991, Madonna, Fincher y Tim Clawson obtuvieron una nominación en la categoría de mejor vídeo musical de formato corto, aunque perdió ante «Opposites Attract» de Paula Abdul. Diversos medios de comunicación lo incluyeron entre los quince mejores vídeos de toda la carrera de Madonna, y otras publicaciones como 20 Minutos, IndieWire y Vulture lo calificaron como uno de los trabajos más destacados de Fincher como director.
En 1993, Rolling Stone lo incluyó en el 66.º puesto de los cien mejores vídeos de la historia, lista en la que también figuraron otros cinco trabajos de Madonna, más que cualquier otro artista; en su reseña, la revista lo llamó «profundamente bello como desolador». A finales de la década, figuró en el 53.º lugar del conteo «Top 100 de los 90» de MTV, y en junio de 2003, Slant Magazine lo nombró el undécimo vídeo más destacado de todos los tiempos; Sal Cinquemani y Ed González apreciaron las imágenes de Fincher como «impactantes» y lo catalogaron como «uno de los mayores logros del director (y de Madonna)».

### Análisis

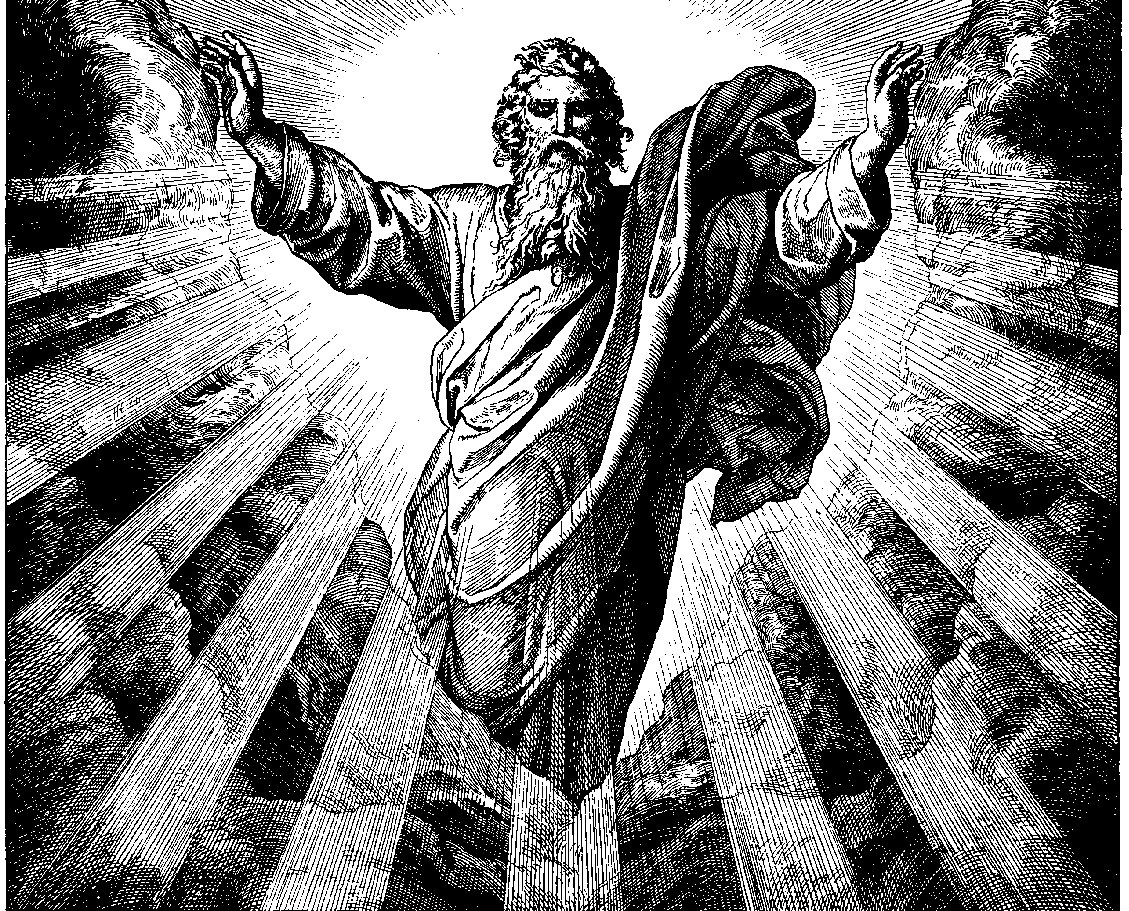
El videoclip generó una serie de análisis y comentarios sobre su naturaleza religiosa; el estudioso Mark D. Hulsether opinó que Madonna cuenta la trama a través de una «elaborada comparación de un padre literalmente abusivo, sacerdotes católicos y la primera persona de la trinidad cristiana» (como en la imagen)

El videoclip generó una serie de observaciones y análisis por parte de académicos, profesores y periodistas. En primer lugar, los comentarios se centraron en la naturaleza religiosa y autobiográfica de las escenas. Barbara Victor mencionó que, más que ningún otro vídeo, «Oh Father» era un ejemplo de los traumas que habían tocado profundamente a Madonna: «El tormento sincero cuando decide perdonar a su padre por traicionarla, el conmovedor recuerdo de la muerte de su madre y su sentido irreprimible de la farsa». La profesora y directora estadounidense E. Ann Kaplan, que le pareció una historia «muy común, típica de adolescentes en términos culturales occidentales», señaló que ponía en primer plano «elementos centrales» como la «educación católica represiva de Madonna y su conflictiva relación no solo con su padre literal, sino también con el simbólico: el Santo Padre, La Ley, el Patriarcado», lo cual lo convertía en la «construcción más directa de esta narrativa». En uno de los capítulos del libro Religion and Popular Culture in America (2005), Mark D. Hulsether abordó las cuestiones religiosas de la trama; así, comentó que la forma concreta en que la cantante cuenta la historia sobre la adolescencia es a través de una «elaborada comparación de un padre literalmente abusivo, sacerdotes católicos y la primera persona de la trinidad cristiana, todos los cuales atormentan su psique y socavan sus intentos de relacionarse con su amante». Según el autor, el vídeo, que se basa en la experiencia infantil de Madonna, «dramatiza» sus intentos de renegociar estas relaciones tanto psíquicamente —en las interacciones diarias con su amante y su padre— como en relación con el catolicismo, en especial cuando hace referencia al cantar Oh father I have sinned o en la escena en la que se sienta en un confesionario; en cualquiera de estos niveles, la artista «busca la paz no sometiéndose a la represión, sino transformando las relaciones». Hulsether concluyó que el argumento no trata «simplemente de repensar las familias en general, ni sobre el "Santo Padre, la Ley, el Patriarcado", [...] también reconceptualiza las enseñanzas católicas sobre las familias y los cuerpos». Para B. L. Panther de The Spool, el collar de perlas que cae al suelo representaba el «principal símbolo de la pureza rota, algo precioso incapaz de recomponerse. [...] Fincher ilumina y encuadra a Madonna de tal manera que la eleva a un nivel de pureza y vulnerabilidad que no habíamos visto hasta ahora en el canon de [su] imagen». La profesora Lynne Layton, en el libro Who's That Girl? Who's That Boy?: Clinical Practice Meets Postmodern Gender Theory (2013), aseguró que tanto el vídeo como la letra podrían representar el tema de los tratados del psicoterapeuta estadounidense John Bradshaw sobre la «curación del niño interior».

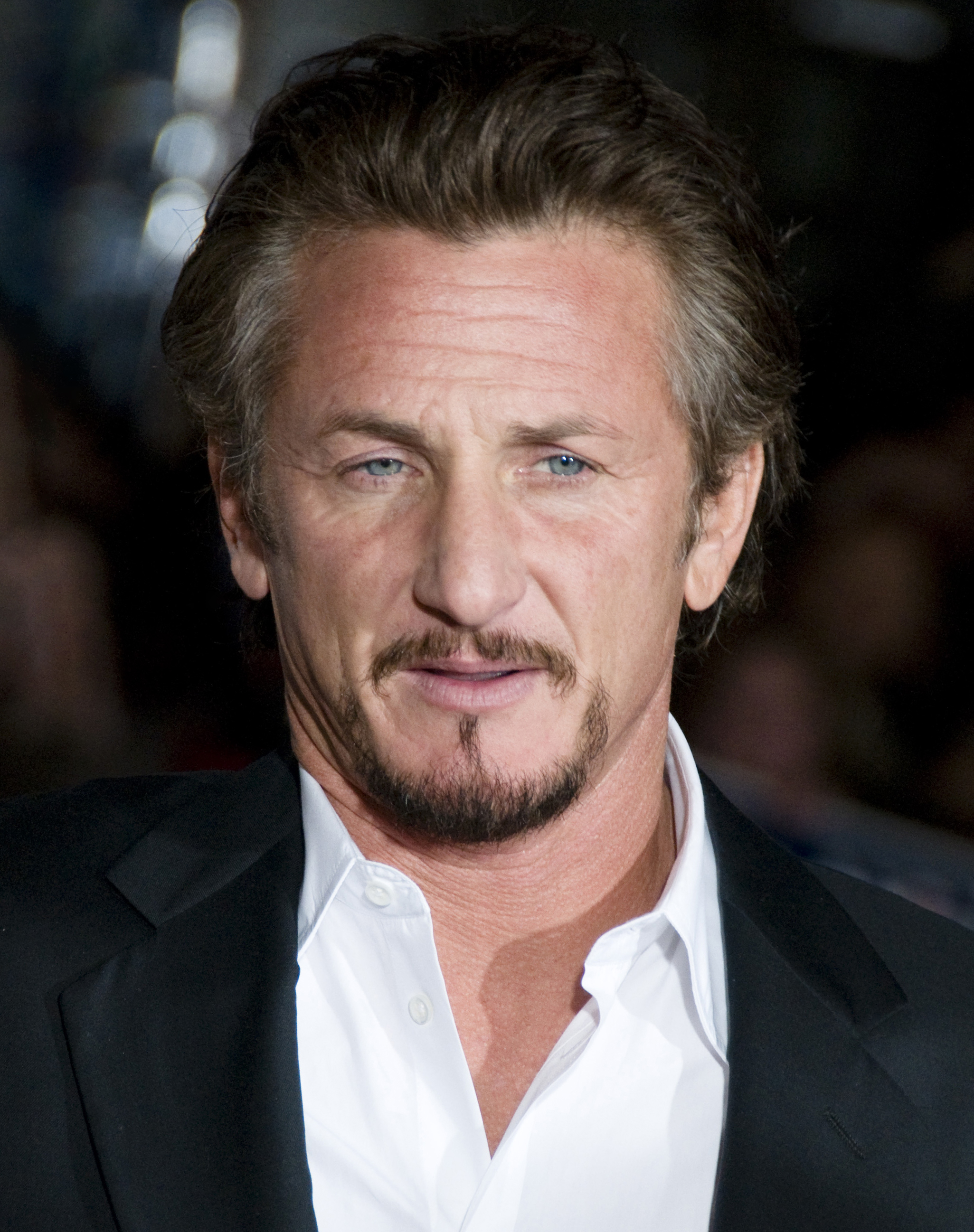
Según Eric Diaz del sitio Nerdist, la representación de un padre alcohólico y maltratador en el videoclip estaba dirigido al actor Sean Penn (imagen), exesposo de Madonna

También hubo interpretaciones específicamente sobre las escenas de abusos. En ese contexto, el autor Christopher Andersen señaló que la trama daba a entender que la cantante había sido víctima de maltratos. En Music You Can See: The MTV Story (1993), Scott Nance, que subrayó las imágenes «austeras» en blanco y negro y los ángulos «muy marcados», reparó en que «Oh Father» representaba otra crítica social de Madonna, en este caso hacia los temas de la violencia doméstica y el alcoholismo. Eric Diaz de Nerdist observó que, si bien trataba sobre la «difícil relación» con su progenitor, la representación de un padre alcohólico y maltratador estaba más bien dirigido a Sean Penn. Igualmente, Colin Jacobson indicó que no solo exploraba la «tensa» relación con su padre, sino también sus «problemáticas interacciones» con su exmarido. Rettenmund sostuvo que respaldaba, de manera intencional o no, los informes de que Penn había sido violento durante su matrimonio. Aun así, también indicó que la alusión de que los niños maltratados a veces caen en relaciones abusivas como adultos no quedaba clara en la canción, lo cual servía como ejemplo de cómo sus vídeos «se utilizan menos para ilustrar que para reimaginar su música». Sobre la escena de la bofetada en particular, Panther notó que se percibía una «tristeza profunda, pero autoindulgente, sobre cómo Fincher había filmado el incómodo momento de manera abierta y vulnerable para conectar [su] pasado y el presente». No obstante, también observó una discrepancia cuando el personaje adulto sufre violencia doméstica por parte de su esposo mientras que, al mismo tiempo, canta en el estribillo sobre sentirse bien consigo misma, lo que daba la noción de que, en el vídeo, «se rompe todo menos el ciclo del abuso» y que ella «perdona» al patriarcado al adoptar tropos e ideas propias de él. Concluyó que, si bien «Oh Father» revelaba una concepción «inestable» de «cómo debería funcionar el poder y desarrollarse en las relaciones (sexuales)», nunca se pronunciaba sobre cómo debería funcionar dicho poder. Para Greg Kot del Chicago Tribune, las escenas no solo trataban sobre la «tormentosa» relación con su padre, sino que también dejaban en claro que versaban sobre una mujer que «acaba casándose con un tipo como su querido padre, para bien o, en el caso de Madonna, para mal». En relación con esto, la autora Judith Ann Peraino opinó que ella «coquetea» con el incesto, opinión que compartió el escritor Lee Randall, pues manifestó que exponía a un «padre/amante triste y maltratador». La propia Madonna concordó con estas últimas observaciones, al asegurar que el tema principal trataba sobre «casarte con tu padre». Eric Mason de Slant Magazine concluyó que, en lugar de «demonizar» a su padre, ofrece una «lección sobre cómo poner fin a los ciclos de abusos al enfrentarse directamente al trauma».
Otros análisis se enfocaron en el montaje y la imagen. Jacobson observó que «Oh Father» guardaba similitudes con «Express Yourself» —también dirigido por Fincher— dado que presentaba los mismos tonos blancos «exagerados» y un aspecto «excesivamente brillante», lo que añadía un efecto resplandeciente que, según el autor, había sido intencionado. No obstante, indicó que ofrecía una mejor nitidez y una experiencia «agradable» en general que «Express Yourself». La autora Carol Vernallis analizó el montaje y apuntó a que podía desempeñar dos funciones simultáneamente, como reflejar las características musicales y dar forma al significado del vídeo. En primer lugar, señaló que la estrofa era «tranquila» y el montaje se producía con regularidad, separado por largos intervalos; en cambio, en las escenas del estribillo, la edición era «mucho más tumultuosa» porque se producía de manera «esporádica y fuera de compás, mientras que la voz de Madonna se quiebra y el sonido de la batería está "fuera de compás" (no está bien sincronizada)». Vernallis añadió que, dado que la imagen por sí sola no podía narrar una historia —debido a que el tiempo y el lugar se representaban de manera incompleta— los demás parámetros debían hacer el trabajo de contar la historia; en este caso, el montaje describía en gran medida la angustia de Madonna. Por último, la autora resaltó que el vídeo también funcionaba musicalmente al «subrayar tanto la calidad irregular de su voz como la disposición rítmica». En cuanto al trabajo de Fincher, opinó que las figuras en su estilo «cuadriculado» suelen quedar «empequeñecidas por su entorno y parecen moverse rígidamente de una marca a otra». En su libro Media Culture: Cultural Studies, Identity and Politics Between the Modern and the Postmodern (1995), el académico Douglas Kellner señaló que formaba parte del amplio repertorio de vídeos «realistas» de la intérprete, en los que las imágenes «se limitan a ilustrar la letra de la canción y producen narrativas realistas que acompañan a la letra y la música». El tema de la reconciliación tanto en «Oh Father» como en «Papa Don't Preach» (1986) ha sido motivo de debate en el nivel tres de los estudios sobre Madonna. Además, la escena en particular cuando el collar de perlas cae al suelo también fue objeto de estudio en la tesis Like a Thesis: A Postmodern Reading of Madonna Videos (1991) de Charles W. Wells por la Universidad Estatal de Florida.

## Presentación en vivo

### Producción

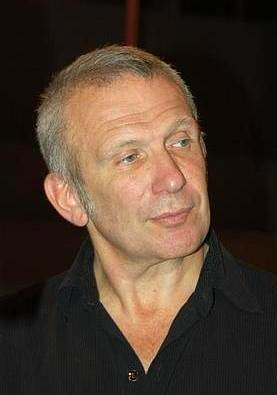
El francés Jean-Paul Gaultier fue uno de los diseñadores que confeccionó la túnica negra que lució Madonna durante la interpretación de «Oh Father» en el Blond Ambition World Tour (1990)

Madonna interpretó «Oh Father» únicamente en su tercera gira Blond Ambition World Tour, realizada entre abril y agosto de 1990, como parte de un popurrí con «Live to Tell» (1986) durante el segundo acto del espectáculo, Religious, considerado el «segmento de culpa católica» y una «especie de redención». La artista lució un atuendo descrito como «eclesiástico» —diseñado por Jean-Paul Gaultier y Marlene Stewart— que consistió en una larga túnica clerical negra, con una insignia bordada en oro, y debajo llevaba un vestido de chifón transparente del mismo color con capucha. La escenografía simulaba una iglesia e incluía una nave con columnas de doce metros de altura que se alzaban desde abajo a través de un sistema hidráulico, mientras que en el fondo aparecía una cruz gigante. Peter Morse, director de iluminación de la gira, afirmó que la secuencia representó la «oportunidad de Madonna de ser teatral» y que la coreografía era «muy dramática, casi una mezcla de ballet y ópera con rock and roll». Respecto a la iluminación, añadió que había sido el número «más complicado y, sin embargo, el más fácil de montar», pues sabía «desde el principio lo que teníamos que hacer y funcionó». Continuó: «Fue otro de los momentos favoritos del espectáculo. [...] La música y la coreografía eran tan perfectas juntas que supe inmediatamente lo que tenía que hacer. Todo estaba ahí sin dudarlo».
Durante la presentación, estaba acompañada de uno de sus bailarines, Carlton Wilborn, que hacía el papel de sacerdote y lucía la característica sotana negra. Wilborn, quien afirmó que el número había sido su momento favorito de la gira, recordó que había requerido de «mucho tiempo de ensayo en privado» y el mensaje de Madonna estaba «delicadamente equilibrado». En cuanto al significado de la actuación, señaló que trataba sobre «encontrar su camino con la religión. Una parte [de ella] sabía que la necesitaba, otra se resistía, y nuestro baile representaba esa batalla interna. Hacia el final, le inclino su cabeza hacia abajo y la levanto de nuevo; como sacerdote, intentaba que se diera cuenta de la importancia de la religión. Siento que ella se abre a ello y luego decide seguir su propio camino». En relación con el rol que cumplía el sacerdote durante la presentación, profundizó:

Creo que lo que Madonna intentaba expresar con ese número es que un sacerdote, idealmente, es una persona con quien terminas teniendo una relación íntima. Vas y compartes tus sentimientos e información en profundidad con él durante la confesión. Aunque existe una barrera, te están experimentando a un nivel del alma realmente íntimo y creo que esto era como romper la barrera de la confesión, lo que le permitía a ella hablar directamente con el sacerdote sobre la relación con su padre. Entonces, incluso si parecía que el sacerdote estaba físicamente involucrado con ella, no había nada sexual en ello. Estaba diseñado para que él le diera fortaleza, [...] pero al mismo tiempo ella se resistía a lo que el sacerdote le estaba ofreciendo debido a una especie de dogma que arruina la relación. Por eso, al final del número, se aleja de mí mirando hacia atrás.

### Sinopsis y respuesta

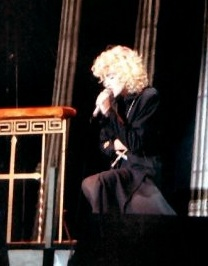
Madonna interpretando «Oh Father» en uno de los conciertos del Blond Ambition World Tour

La artista daba inicio al popurrí con «Live to Tell» arrodillada en un reclinatorio en mitad del escenario y persignándose para orar. El público encendía «miles de encendedores», comparados con velas de iglesia, como complemento de las que se encontraban en el escenario, que además incluía una ventana estilo catedral con vitrales que se elevaba desde el centro. Luego continuaba con «Oh Father» encaramada en el reclinatorio, mientras detrás de ella aparecía el bailarín —con su atuendo de sacerdote— que agitaba un incensario en el aire; hacia el final, ambos ejecutaban una coreografía. Después de «intentar y fallar» en complacer a la iglesia, se quitaba el crucifijo y su vestido antes de suplicar al sacerdote que la aceptara. De esta manera, procedía a la interpretación de «Papa Don't Preach» (1986). El número se transmitió en vivo en el especial televisivo de HBO Madonna - Live! Blond Ambition World Tour 90 y posteriormente figuró en los videoálbumes Blond Ambition Japan Tour 90, filmado en Yokohama (Japón) en abril de 1990, y Blond Ambition World Tour Live, rodado en Niza (Francia) en agosto de ese mismo año. Asimismo, la presentación apareció en su totalidad en el documental Madonna: Truth or Dare (1991), que narraba los eventos sucedidos a lo largo de la gira; en esta ocasión, era el segundo número —después de «Express Yourself»— e iniciaba con un plano general en color de Madonna sobre el escenario tras una secuencia en blanco y negro en el que aparecía uno de sus bailarines. La actuación incorporaba elementos «artísticos» como la técnica de slow motion y la cámara que giraba alrededor de la cantante, lo que daba el efecto como si fuera un nuevo videoclip, y el final incluía un plano general de la artista seguido de un rápido fundido antes de que diera comienzo al próximo segmento en blanco y negro.
Las reseñas de la presentación se centraron en su temática religiosa. Así, el biógrafo Frank Lloyd observó que el «elaborado» escenario eclesiástico generaba una «recontextualización» con respecto al significado de la canción, dado que aquí la letra y las imágenes vinculaban el «patriarcado de la iglesia, su autoridad y control con el del propio padre de Madonna y su necesidad de escapar». En su evaluación al concierto en Japón, Keith Cahoon de Rolling Stone expresó que la artista «se volcó hacia su obsesión por el sexo y la salvación católica». Para Christopher Rosa de VH1, «cuestionaba a la Iglesia Católica», mientras que Rettemund escribió que el popurrí sirvió para «extraer sus cualidades redentoras». La autora Carol Gnojewski mencionó que, en «Like a Prayer» y «Oh Father», el concierto yuxtaponía el «drama social y familiar». Jon Pareles de The New York Times afirmó que la balada, así como el segmento en general, representaba la parte «más seria» del espectáculo, en tanto que, para Richard Harrington de The Washington Post, era el momento «más importante» del repertorio dado que Madonna ofrecía su «canto más apasionado, enérgico y directo». No obstante, sintió que la interacción con el bailarín como sacerdote «desvirtuaba buenos textos con imágenes inapropiadas». Por el contrario, Eduardo Viñuela afirmó que tanto «Live to Tell» como «Oh Father» eran «canciones difíciles de defender en directo al ser tan lentas, graves y contenidas». Un redactor de Los Angeles Daily News señaló que el número parecía «tonto, una mezcla desordenada de bailes interpretativos cargados de simbolismo y una voz airada de la cantante». Por último, Louis Virtel de Billboard la llamó una de sus actuaciones «legendarias».

## Versiones de otros artistas
El grupo Killer Nannies In America grabó una versión de «Oh Father» para el álbum homenaje Truly Blue: Tribute to Madonna, publicado en enero de 2000 por el sello Dressed to Kill. En marzo del año siguiente, la banda británica de rock alternativo My Vitriol incluyó su interpretación en su disco debut Finelines; poco tiempo después, figuró como lado B en el lanzamiento de su sencillo «Grounded» y luego en el recopilatorio Between the Lines (2002). Mayer Nissim de Digital Spy la consideró una de las diez versiones «más extrañas» de una canción de Madonna. El dúo estadounidense de indie pop Giant Drag interpretó la canción para el disco tributo Through the Wilderness, que salió a la venta en noviembre de 2007 a través de Manimal Vinyl y cuyos ingresos fueron destinados a la fundación de Madonna Raising Malawi, que apoya a niños de Malaui que han quedado huérfanos a causa del VIH/sida. Para esta ocasión, se añadieron un piano, un bajo y campanillas que «realzan el tema, pero sin resultar innecesarias ni extravagantes». En una opinión negativa, Stephen M. Deusner de Pitchfork le pareció «tímida» y «poco inspirada», en tanto que Brock Thiessen de Exclaim! lo calificó como uno de los momentos más «bajos» del material. Para Bruce Scott de Prefix Magazine, aunque había sido «sincera en sus esfuerzos», no lograba generar el «poder de la voz vulnerable y los arreglos de Madonna». Del mismo modo, Chris Morgan de Treblezine sintió que el registro de Annie Hardy, integrante del grupo, carecía del «carisma inagotable de la mujer principal», pero aseguró que «pudo interpretar una canción que se ajustaba a sus sensibilidades pop y reflejaba su sincera profundidad emocional». A Priya Elan de NME le pareció «infantil», pero a la vez «maravillosamente escalofriante y llena de connotaciones del complejo de Electra». En comentarios más favorables, el diario argentino La Nación la denominó «divertida» y Scott Lapatine de Stereogum la calificó como la segunda mejor versión indie rock de Madonna.
La australiana Sia incluyó una versión de «Oh Father» como la última pista de su quinto álbum de estudio, We Are Born (2010). Sia había estado trabajando con Christina Aguilera y compuso varias baladas para esta última; dado que necesitaba otra balada para We Are Born, decidió versionar «Oh Father» «por gusto». La cantante, que había crecido escuchando la música de Madonna, intentó «personalizar» el tema para que tuviera «sentido» para ella, pero aquella no estuvo de acuerdo y le aconsejó que «no cambiara la letra». La producción, a cargo de Greg Kurstin, incluye ritmos tribales y sintetizados, así como una batería «suave» y teclados «aún más suaves» que acompañan su voz «inimitable». En general, obtuvo comentarios favorables de la prensa, que elogió su interpretación más «íntima», «delicada» y «etérea». Luke O'Neil de The Boston Globe la calificó como la canción «esencial» del disco y añadió que las actuaciones de Sia «suenan realmente vívidas» como la «frágil» versión de «Oh Father». K. Ross Hoffman de AllMusic la describió como «extravagante», y Caryn Ganz de Rolling Stone comentó que «encuentra la dulzura» y le da un «toque luminoso y animado como cierre». Por el contrario, Erin Lyndal Martin de PopMatters no quedó conforme debido a la «música sensiblera y una voz sorprendentemente débil». Aunque elogió su «impresionante fraseo», Liz Colville de Pitchfork señaló que la instrumentación era «demasiado escasa y las melodías aburridas». Figuró en las listas de Paste y StyleCaster de las mejores versiones de canciones de Madonna y los lectores del sitio Popjustice la calificaron como la octava versión más destacada de 2010. Formó parte del repertorio de numerosas presentaciones en vivo de Sia a lo largo de 2010 y 2011.
Otras versiones realizadas por bandas incluyen The Pop Allstars, que figuró en The Immaculate Tribute (2008), Strike a Pose para A Tribute to Madonna Vol. 1 (2009), The Chant Masters para el álbum de música clásica Gregorian Madonna (2012) y Carriages para Record Store Gay 2014. A finales de julio de 2012, Perfume Genius asistió a la cabina de prensa del festival de Drowned in Sound y, tras una breve entrevista, realizó una actuación improvisada de «Oh Father» «casi reconocible e inquietante» de poco más de un minuto, acompañado de un sintetizador Casiotone. Admirador de la música de Madonna, especialmente de sus baladas, había descrito el tema como «muy inquietante»; cuando se le preguntó por qué no había cantado el estribillo, mencionó que solo interpretó aquellas «letras más tristes, las más tranquilas y las más raras». Rodrigo Piedra de Indie Hoy afirmó que le había dado su «impronta personal», y Michael Roffman de Consequence lo describió como un «escaso suspiro de oro auditivo, como atrapar un rayo en una botella». De Spin, Marc Hogan la consideró «una elección perfecta» y subrayó tanto su voz «aguda y frágil» como su interpretación «libre y poética» de la letra. Si bien observó que no tenía el «mismo arreglo grandioso» que en Like a Prayer, Gregory Adams de Exclaim! elogió su entrega «con delicadeza».
Patrick Leonard tocó una versión instrumental en An Evening with Patrick Leonard, un concierto acústico realizado en el recinto Joe's Pub de Nueva York en septiembre de 2017, que también incluyó reinterpretaciones de otras canciones que compuso junto con Madonna en las décadas de 1980 y 1990; durante la presentación, estuvo acompañado de Bruce Gaitsch en la guitarra y Doug Yowell en la batería. De acuerdo con Matthew Rettenmund, que le pareció uno de los momentos destacados del espectáculo, fue una interpretación «particularmente intensa que dejó al público en un silencio sepulcral». Varios años antes de iniciar su carrera musical, la estadounidense Pink había ganado su primer concurso de talentos al cantar «Oh Father»; dicha presentación se incluyó posteriormente en su documental Pink: All I Know So Far de 2021. La versión de la cantante y compositora sueca Sibille Attar, incluida en su álbum de estudio A History of Silence de 2021, se diferencia de la original por su sonido electropop, que Trev Elkin —de la revista en línea God Is in the TV— definió como «evocador». Según Ray Finlayson de Beats Per Minute, «encajaba a la perfección, su anhelo de sentido y razón para los pecados del pasado enhebra una línea entre las propias experiencias de Attar».

## Lista de canciones y formatos
| 7" / Casete / Mini CD (Japón) |                                             |          |  |
| N.º                           | Título                                      | Duración |  |
| 1.                            | «Oh Father» (Edit)                          | 4:20     |  |
| 2.                            | «Pray for Spanish Eyes» (versión del álbum) | 5:15     |  |

| CD promocional |                    |          |  |
| N.º            | Título             | Duración |  |
| 1.             | «Oh Father» (Edit) | 4:20     |  |

| 7" / Casete (1995) |                                             |          |  |
| N.º                | Título                                      | Duración |  |
| 1.                 | «Oh Father»                                 | 4:59     |  |
| 2.                 | «Live to Tell» (Live Edit from Ciao Italia) | 6:22     |  |

| Maxi CD (1995) |                                                |          |  |
| N.º            | Título                                         | Duración |  |
| 1.             | «Oh Father»                                    | 4:59     |  |
| 2.             | «Live to Tell» (Live Edit from Ciao Italia)    | 6:22     |  |
| 3.             | «Why's It So Hard» (Live from The Girlie Show) | 5:12     |  |

## Posicionamiento en listas
| País           | Lista (1989-1990)              | Posición más alta |
| -------------- | ------------------------------ | ----------------- |
| Australia      | ARIA Singles Chart             | 59                |
| Canadá         | RPM Top Singles                | 14                |
| Estados Unidos | Billboard Hot 100              | 20                |
| Estados Unidos | Billboard Hot 100 Airplay      | 22                |
| Estados Unidos | Billboard Hot 100 Sales        | 16                |
| Estados Unidos | Cash Box Top 100 Singles       | 15                |
| Estados Unidos | Gavin Report Top 40            | 14                |
| Estados Unidos | Hitmakers Mainstream Top 40    | 32                |
| Estados Unidos | Hits Top Fifty Singles         | 21                |
| Estados Unidos | Observer-Reporter The Hit List | 29                |
| Estados Unidos | Radio & Records CHR            | 18                |
| Francia        | SNEP                           | 26                |

| País/Continente | Lista (1996)              | Posición más alta |
| --------------- | ------------------------- | ----------------- |
| Escocia         | Scottish Singles Chart    | 18                |
| Europa          | Eurochart Hot 100 Singles | 62                |
| Finlandia       | Suomen virallinen lista   | 6                 |
| Irlanda         | IRMA                      | 25                |
| Italia          | Musica e dischi           | 6                 |
| Reino Unido     | UK Singles Chart          | 16                |
| Reino Unido     | UK Airplay Chart          | 12                |
| Reino Unido     | UK Network Chart          | 15                |

## Créditos y personal

### Dirección
- Grabación en Garment District (Nueva York).
- Mezcla en Smoke Tree Studios (Chatsworth).
- Masterización en Masterdisk (Nueva York).

### Personal
- Madonna: voz, composición, producción
- Patrick Leonard: composición, producción, teclados
- Niki Haris: coros
- Donna De Lory: coros
- Jai Winding: teclados
- Jonathan Moffett: batería
- Guy Pratt: bajo
- Chester Kamen: guitarra
- Bruce Gaitsch: guitarra
- Bill Meyers: arreglo de cuerdas
- Chuck Findley: sección de viento metal
- Bill Bottrell: ingeniería, mezcla
- Bob Ludwig: masterización
- Herb Ritts: fotografía
- Jeri Heiden: diseño

Créditos adaptados de las notas del casete de «Oh Father» y del álbum Like a Prayer.